# Battaglia di Gerusalemme
La battaglia di Gerusalemme avvenne nel corso delle "Operazioni Gerusalemme" dell'Impero britannico contro l'Impero ottomano nel corso della Prima guerra mondiale; il combattimento per la città si sviluppò dal 17 novembre, continuando fino al 30 dicembre 1917, per raggiungere l'obiettivo finale dell'offensiva in Palestina meridionale durante la campagna del Sinai e della Palestina della Grande Guerra. Prima di conquistare Gerusalemme, i britannici dovettero combattere due battaglie nei monti della Giudea a nord e ad est della linea Hebron-stazione di smistamento. Si tratta della battaglia di Nabi Samwil dal 17 al 24 novembre, e della difesa di Gerusalemme dal 26 al 30 dicembre 1917. Inoltre, nell'ambito delle Operazioni Gerusalemme, il secondo tentativo, riuscito il 21 e 22 dicembre 1917, di avanzare attraverso il Nahr el Auja, ebbe il nome di Battaglia di Giaffa (1917), sebbene Giaffa fosse stata occupata a seguito della battaglia di Mughar Ridge del 16 novembre.
La serie di battaglie fu combattuta vittoriosamente dai britannici XX Corps, XXI Corps, e Desert Mounted Corps contro le formazioni ottomane Settima Armata del Gruppo Yildirim nei monti della Giudea, e Ottava Armata a nord di Giaffa sulla costa mediterranea. La perdita di Giaffa e Gerusalemme, oltre alla perdita di 80 km di territorio durante l'avanzata dell'Egyptian Expeditionary Force (EEF) da Gaza, dopo le conquiste di Beersheba, Gaza, Tel Haror e Sheria, Tel el Khuweilfe e la battaglia di Mughar Ridge, costituì una grave sconfitta per l'esercito ottomano.
A seguito di queste vittorie, le forze dell'Impero britannico presero Gerusalemme e stabilirono una nuova linea fortificata di importanza strategica. Questa linea correva dall'estremo nord di Giaffa alla pianura marittima, attraverso i monti della Giudea verso Bireh a nord di Gerusalemme, e continuava ad est del Monte degli Ulivi. Con la conquista della strada da Beersheba a Gerusalemme attraverso Hebron e Betlemme, assieme ad un vasto territorio già ottomano a sud di Gerusalemme, la città era al sicuro. Il giorno 11 dicembre il generale Edmund Allenby entrò nella Città Vecchia attraverso la Porta di Giaffa, andando a piedi invece che in sella ad un cavallo, o a bordo di un veicolo, in segno di rispetto per la città santa. Era il primo cristiano in molti secoli ad espugnare Gerusalemme, una città ritenuta sacra da tre grandi religioni. Il Primo ministro David Lloyd George descrisse la conquista come "un regalo di Natale per il popolo britannico". La battaglia galvanizzò il morale dell'Impero britannico.

## Premesse

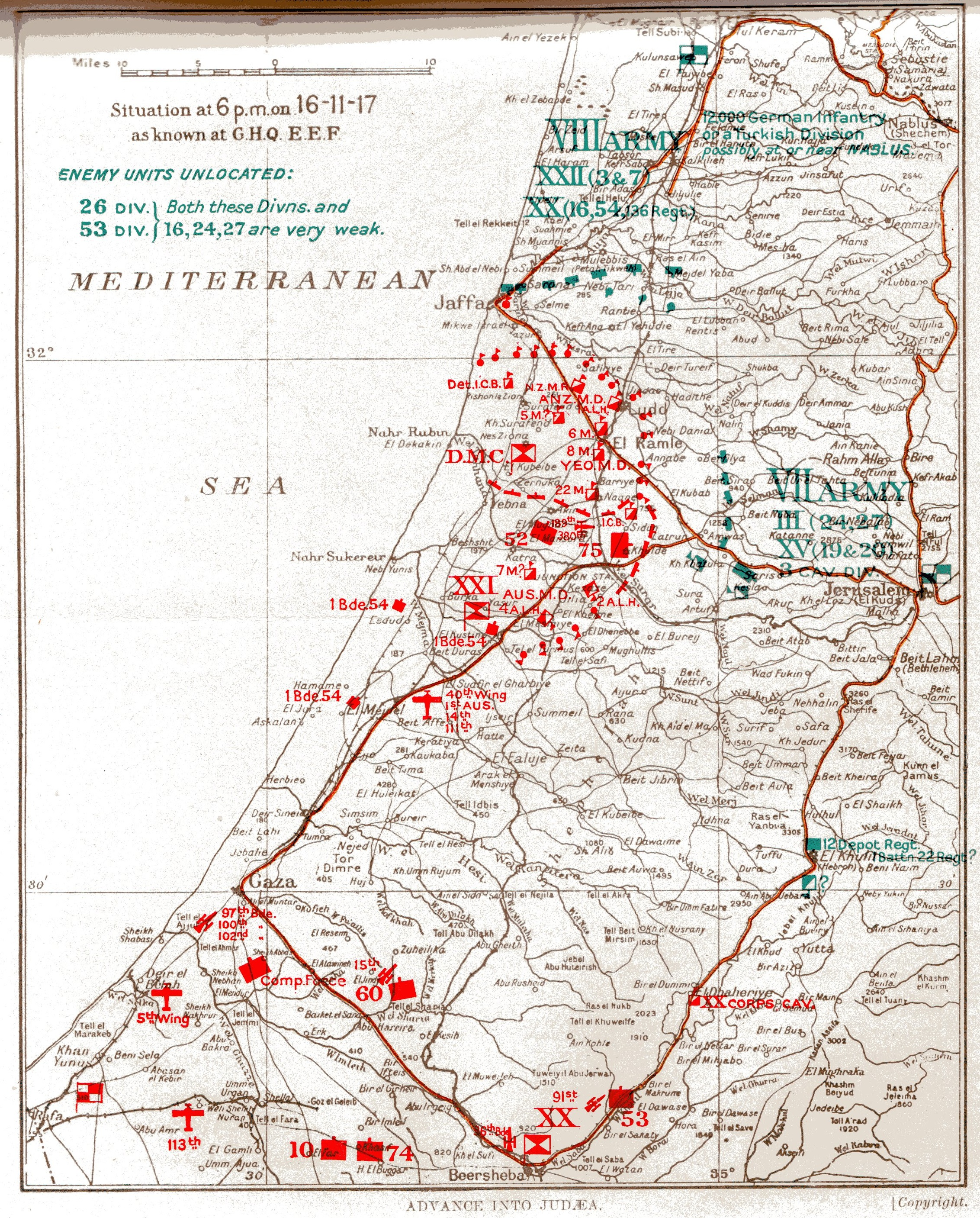
Situazione alle 18:00 del 16 novembre 1917, per quanto noto al comando EEF

Il generale britannico Edmund Allenby, comandante in capo dell'Egyptian Expeditionary Force (EEF), aveva conseguito una decisiva vittoria sul generale Erich von Falkenhayn, comandante delle forze ottomane in Palestina, nella battaglia di Mughar Ridge, il 13 novembre. L'Impero britannico costrinse von Falkenhayn a ritirare le sue Settima e Ottava Armata (comandate rispettivamente da Fevzi Pasha e Kress von Kressenstein) e a trasferire il suo quartier generale da Gerusalemme a Nablus il 14 novembre. Quando la Settima Armata del III Corpo d'armata ottomano raggiunse Gerusalemme attraverso la strada di Hebron dopo essere stato sconfitto a Beersheba, ricevette l'ordine di allestire la difesa di Gerusalemme. Questo corpo tenne la città mentre il XX Corpo d'armata ottomano si ritirò dalla stazione di smistamento dei monti della Giudea verso Gerusalemme. Durante la ritirata il XX Corpo lasciò forti retroguardie per arrestare o almeno rallentare l'avanzata britannica. Era necessario guadagnare tempo per costruire le difese e per la riorganizzazione della decimata e sbandata Settima Armata. Quando il XX Corpo arrivò in città assunse l'incarico della difesa di Gerusalemme, mentre il III Corpo continuò a spostarsi a nord di Gerusalemme lungo la Strada di Nablus.
Il Gabinetto di Guerra britannico aveva avvertito Allenby di non impegnarsi in alcuna operazione che potesse rivelarsi insostenibile a lungo termine se non si fosse potuta mantenere la consistenza delle forze britanniche in zona. 
Queste preoccupazioni forse erano legate alla proposta di pace pubblicata il giorno 8 novembre dal nuovo governo bolscevico tra Russia e Impero tedesco. Il documento, la cui firma era in programma per il 3 marzo 1918, avrebbe dato vita ad un trattato di pace separata e causato il ritiro di tutte le truppe russe dalla guerra. Tutte le forze tedesche fino a quel momento impegnate nel fronte orientale avrebbero quindi potuto volgere la loro attenzione al combattere le forze britanniche e francesi altrove.

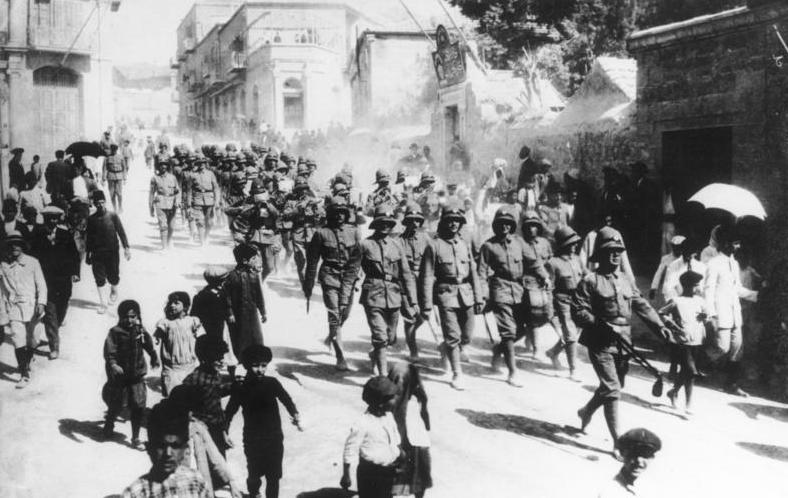
Soldati tedeschi a Gerusalemme nel 1914

Allenby era consapevole della mancanza di mappe precise dei monti della Giudea e che la storia delle precedenti campagne nella zona metteva chiaramente in guardia contro assalti affrettati o con scarso appoggio sui forti baluardi occidentali. Le sue forze di prima linea avevano combattuto ed erano avanzate per molto tempo operando a molti chilometri di distanza dalle loro basi ed erano stanche ed esaurite. Ora a 56 km dal capolinea ferroviario di Dayr al-Balah, le truppe di Allenby non avevano una linea di trincee difensive dietro la quale avrebbero potuto fermare una spinta concertata di queste due armate ottomane. Un contrattacco simile ben avrebbe potuto ricacciarli a Gaza e Beersheba.
Allenby esaminò la minaccia di contrattacco e la sua situazione logistica, concludendo che si potessero mantenere lontane dalla base una forza grande abbastanza per attaccare sui monti della Giudea, e una forza separata che operasse sulla pianura marittima. Decise di attaccare rapidamente la Settima Armata ottomana di Fevzi Pasha sui monti della Giudea nella speranza di prendere Gerusalemme. In tal modo avrebbe tenuto sotto pressione questa armata nella speranza che non avesse il tempo di riorganizzarsi, scavare trincee profonde o — peggio di tutto — contrattaccare.

## Preludio

### Linee di rifornimento dell'Impero britannico
La pianificata avanzata sui monti della Giudea sarebbe in gran parte dipesa dalla capacità delle linee di comunicazione di garantire alle truppe in prima linea la disponibilità di cibo, acqua e munizioni. Suddette forze stavano già operando a considerevoli distanze dalle zone del capolinea ferroviario e della base, perciò il 17 novembre fu necessario fermare l'avanzata per consentire che si trasportassero i rifornimenti mediante colonne sotto il controllo del corpo, che erano state rimandate al capolinea ferroviario per occuparsi di razioni e provviste.

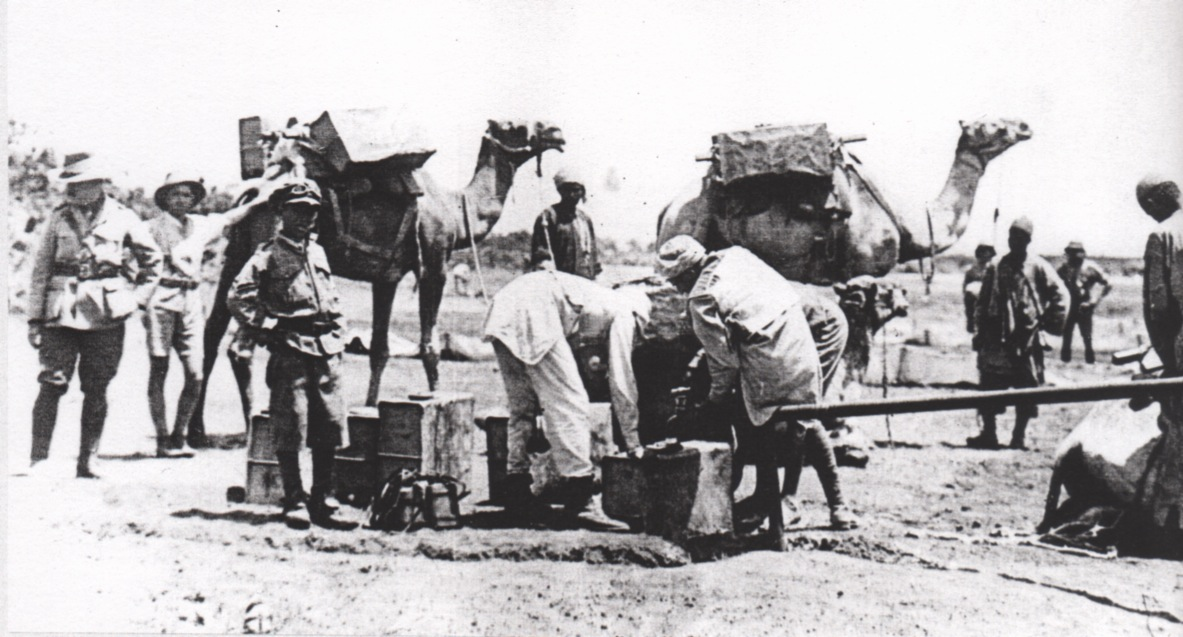
Riempimento di fantasies e loro caricamento su cammelli presso Giaffa

Il trasporto dei rifornimenti dal capolinea ferroviario era un lento ma costante lavoro da 24 ore al giorno, poiché l'esercito ottomano in ritirata aveva distrutto il più possibile le infrastrutture. Solo gli autocarri delle compagnie britanniche Army Service Corps (ASC) Motor Transport e i cammelli dell'Egyptian Camel Transport Corps potevano usare l'unica, stretta e malridotta strada da Gaza alla stazione di smistamento. Tra Gaza e Beit Hanun la strada non era asfaltata e sprofondava nella sabbia rendendo difficoltoso procedere per gli autocarri, perfino con un carico leggero di una sola tonnellata. I rifornimenti erano spediti anche via mare e sbarcati a Wadi Sukreir, in seguito a Giaffa. La mancanza di infrastrutture a Giaffa comportava che tutte le provviste portate via nave dovessero essere trasbordate su scialuppe, che poi venivano scaricate sulle spiagge. Tali operazioni erano seriamente condizionate dalla situazione meteorologica, sicché la quantità di materiale trasferita via mare era limitata.
Nutrire un esercito che dipendeva dai cavalli era un compito enorme. La razione di marcia di un cavallo era 4,3 kg di cereali al giorno, che, moltiplicata per i 25 000 cavalli del Desert Mounted Corps, faceva più di 100 tonnellate di cereali per giorno. Sarebbero stati necessari cento autocarri al giorno per i cavalli e per portare le razioni occorrenti alle truppe in prima linea.
Tutti gli autocarri e i cammelli disponibili erano organizzati in convogli che marciavano diretti a nord dal capolinea ferroviario lungo la strada da Gaza alla stazione di smistamento da Dayr al-Balah ad Ascalona e poi verso Julis (nei pressi di Gaza), dove le 26 e 27 Depot Unit of Supply (DUS) allestirono punti di rifornimento avanzati al servizio di Australian Mounted Division e ANZAC Mounted Division. Da questi punti le Transport Sections delle 5 Company (New Zealand Army Service Corps) e 32nd, 33rd, e 34th Companies (Australian Army Service Corps) servivano la ANZAC Mounted Division, e le 35th, 36th, e 37th Companies servivano la Australian Mounted Division. Queste compagnie di carri merci trainati da cavalli e muli potevano operare per servire le loro brigate durante le operazioni a livello brigata e quando richieste potevano strutturarsi in convogli divisionali nel corso di operazioni di quel livello. A Ramleh fu costituito un capolinea avanzato di autotrasporto, in cui si scaricavano le merci e le Transport Companies le distribuivano alle unità avanzate. Membri dell'Egyptian Labour Corps (come secondi guidatori) agivano al fianco dell'Australian Army Service Corps trasportando, caricando, e scaricando i carri merci di General Service e Limber con i rifornimenti ordinati dalle brigate. Questo enorme sforzo fu gestito dalle sezioni di rifornimento in modo simile alle colonne di munizioni divisionali che lavoravano anch'esse per fornire munizioni alle unità combattenti in modalità altrettanto continua.

### Continua l'avanzata del Desert Mounted Corps
Il 15 novembre il comandante del Desert Mounted Corps, tenente generale Sir Harry Chauvel, ordinò alla Yeomanry Mounted Division (maggior generale G. de S. Barrow) e alla ANZAC Mounted Division (maggior generale E. W. C. Chaytor) di continuare ad avanzare su Ramla e Lidda a circa 8 km dalla stazione di smistamento. Lo stesso giorno la Yeomanry Mounted Division raggiunse la strada di Gerusalemme dopo una carica di cavalleria eseguita dalla 6th Mounted Brigade (Brigadier General C. A. C. Godwin) ad Abu Shusha. Si è detto che questa carica fu perfino più ardita di quella di Mughar Bridge, per la natura rocciosa del terreno su cui attaccarono i cavalieri. La New Zealand Mounted Rifles Brigade (brigadier generale W. Meldrum) mise al sicuro il fianco sinistro della EEF occupando Giaffa il 16 novembre. Questa città fu conquistata a seguito della vittoria presso Rishon LeZion di due giorni prima, che costrinse la Ottava Armata ottomana a ritirarsi oltre il fiume Yarkon, che sfocia in mare 6,4 km a nord-est di Giaffa. Ritirandosi, l'Ottava Armata si pose a nord della Settima Armata ottomana e ne lasciò scoperto il fianco destro. Di conseguenza, la Settima Armata fu costretta a ad allontanarsi maggiormente dalla fascia costiera dei monti della Giudea. Qui, di fronte a Gerusalemme, le unità di fanteria ottomane crearono uno schermo difensivo.

## Battaglia

### Inizia l'avanzata sui monti della Giudea
Malgrado la continua pressione esercitata dalla EEF, le due forze contrapposte ora si trovavano ad operare in un terreno che favoriva la difesa. Oltre alle retroguardie lasciate, ritirandosi, dal XX Corpo della Settima Armata ottomana, tale Armata riuscì a costituire una linea di trincee, per lo più singole, che si sviluppavano a sud e sud-ovest da una serie di alture fino a 6,5 km da Gerusalemme, rinforzata da ben collocati avamposti. Il 17 novembre la ricognizione aerea avvistò folle di rifugiati sulla strada a nord da Gerusalemme a Nablus.

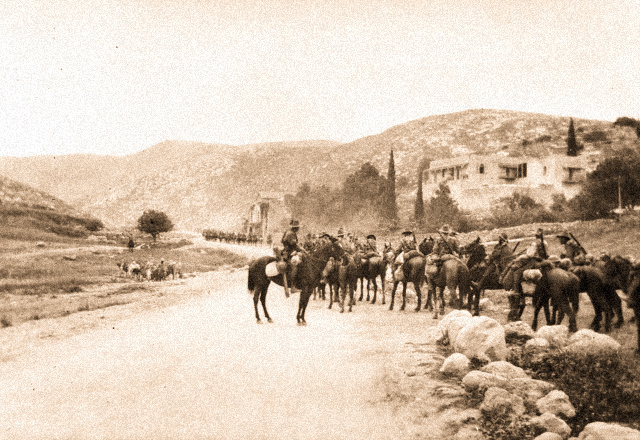
Il 4th Light Horse Regiment valica I passi montani presso Latron

Il 18 novembre, mentre Allenby si trovava al quartier generale del XXI Corps britannico presso Qastina, si decise di seguire da vicino la Settima Armata ottomana sui monti della Giudea. Così facendo, si sperava di togliere all'esercito ottomano il tempo di riorganizzarsi o costruire difese che, altrimenti, sarebbero potute risultare inespugnabili.
Il piano di Allenby era evitare di combattere a Gerusalemme o nei suoi pressi, ma invece tagliare tutti gli accessi stradali alla città e costringere gli ottomani ad evacuarla. Ordinò che due divisioni di fanteria, la 52nd (Lowland) (maggior generale J. Hill) e la 75th Division (maggior generale P. C. Palin), e due di cavalleria, la Yeomanry Division e la Australian Mounted Division, iniziassero l'avanzata. Dovevano spostarsi ad est da Latron, che era stata conquistata il 16 novembre, nella stessa direzione della strada da Giaffa a Gerusalemme.
La fanteria della 75th Division doveva marciare lungo la strada principale malgrado le demolizioni che gli ottomani in ritirata stavano eseguendo su questa strada ben pavimentata che va da est a ovest passando per Imwas. Sulla sinistra e a nord della 75th Division, fanteria della 52nd (Lowland) Division dovevano procedere attraverso strade minori o piste da Lidda verso Gerusalemme. Ed ancora più a nord sulla sinistra della 52nd (Lowland) Division, la Yeomanry Mounted Division doveva muoversi a nord e a nordest. Il loro scopo era tagliare le linee di comunicazione della Settima Armata ottomana presso al-Bireh, 13 km a nord di Gerusalemme sulla strada da Gerusalemme a Nablus.
Le brigate 6th, 8th e 22nd della Yeomanry Mounted Division, assieme alla 20th Brigade della Royal Horse Artillery (13 pounders) dovevano muovere a nord attraverso la vecchia strada romana da Lidda a Ramallah per Barfiliya e Beit Ur al-Tahta verso Bireh. Al contempo la 53rd (Welsh) Infantry Division (maggior generale S. F. Mott) doveva avanzare a nord lungo la strada da Beersheba a Gerusalemme per prendere Ebron e Betlemme prima di muovere ad est per mettere al sicuro la strada da Gerusalemme a Gerico.
La 75th Division con le Mounted Division Australian e Yeomanry iniziarono a penetrare nei monti della Giudea il 18 novembre.
(R. M. P. Preston)
Il primo obiettivo era conquistare e mettere la sicuro le alture su entrambi i lati della strada principale da Giaffa a Gerusalemme presso Imwas, così la 75th Division sarebbe potuta avanzare lungo la strada e dentro i monti della Giudea. Stava procedendo lungo la linea ferroviaria nel bacino del Nahal Sorek, sulla destra della fanteria con la 75th Division, la 2nd Light Horse Brigade (Anzac Mounted Division), che era stata temporaneamente aggregata alla Australian Mounted Division. Il 9th Light Horse Regiment della brigata eseguì un movimento circolare sulla Valle di Ayalon a nord di Imwas per raggiungere il villaggio di Yalo, circa 3 km ad est. Dopo questa vittoriosa operazione la Australian Mounted Division si ritirò per riposarsi all'accampamento sulla foce del fiume Lakhish. Riprendendo l'avanzata la mattina del 19 novembre la fanteria della 75th Division trovò Imwas evacuata, ma l'avanguardia della 8th Mounted Brigade (Yeomanry Mounted Division), il 3rd County of London Yeomanry, quella notte avanzò a fatica nel raggio di 3 km da Beit Ur el Tahta, mentre la 22nd Mounted Brigade raggiunse Shilta.

#### 75th Division

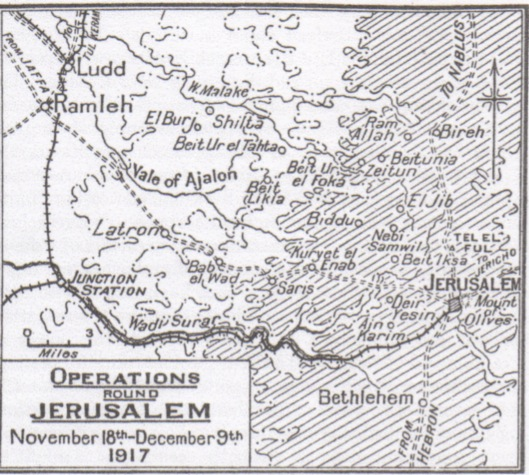
Mappa 14 operazioni Gerusalemme – dal 18 novembre al 9 dicembre 1917

Appena 3 km dopo che la strada principale per Gerusalemme entrava nelle colline, attraversava il ben difendibile passo di Sha'ar HaGai (Bab al-Wad). Il 19 novembre la fanteria della 75th Division avanzò su questa strada; la sua 232nd Brigade era partita alle 07:30 da Abu Shushe per occupare la città disabitata di Imwas e per le 11:00 il 58th Vaughan's Rifles (Frontier Force) indiano della 234th Brigade si era aperto la strada combattendo fino a raggiungere le alture di Bab el Wad.
Dopo Bab el Wad, la strada si snodava verso Gerusalemme attraverso valli strette e profonde, superando ripidi speroni e aggirando le spalle di colline rocciose. C'erano altre vie di comunicazione attraverso le colline, ma erano un groviglio di sentieri e piste non mappate, accidentate e rocciose, spesso poco più che piste per asini, che rendevano molto difficili gli spostamenti della fanteria, della cavalleria appiedata e dell'artiglieria. I sentieri impervi si snodavano attraverso strette valli e sopra cumuli distorti di creste a dorso di rasoio, interrotti da gruppi di colline a forma di cono e da successivi ripiani di roccia che sporgevano da ogni pendio a intervalli di pochi metri. Era praticamente impossibile che un'avanzata verso nord o verso sud della strada principale avesse il supporto dell'artiglieria. Con la forte pioggia, e condizioni di umidità e fango, risultò impossibile schierare i cannoni della 75th Division fuori della strada. I cannoni erano stati trascinati da squadre di cavalli, fino ad otto per ciascun pezzo d'artiglieria, il giorno prima.
Tutte le attività militari furono rese ancora più difficili dalle condizioni invernali: il terreno era scivoloso e dense nuvole nere portarono un'oscurità precoce che ridusse la visibilità. Non fu possibile procedere dopo le 17:00, quando il picchetto più avanzato si trovava a 800 m dal villaggio di Saris. Le unità di fanteria avanzate della 75th Division erano progredite di 16 km dal mattino. Bivaccarono a cavallo della strada, sotto il fuoco dei tiratori scelti ottomani.

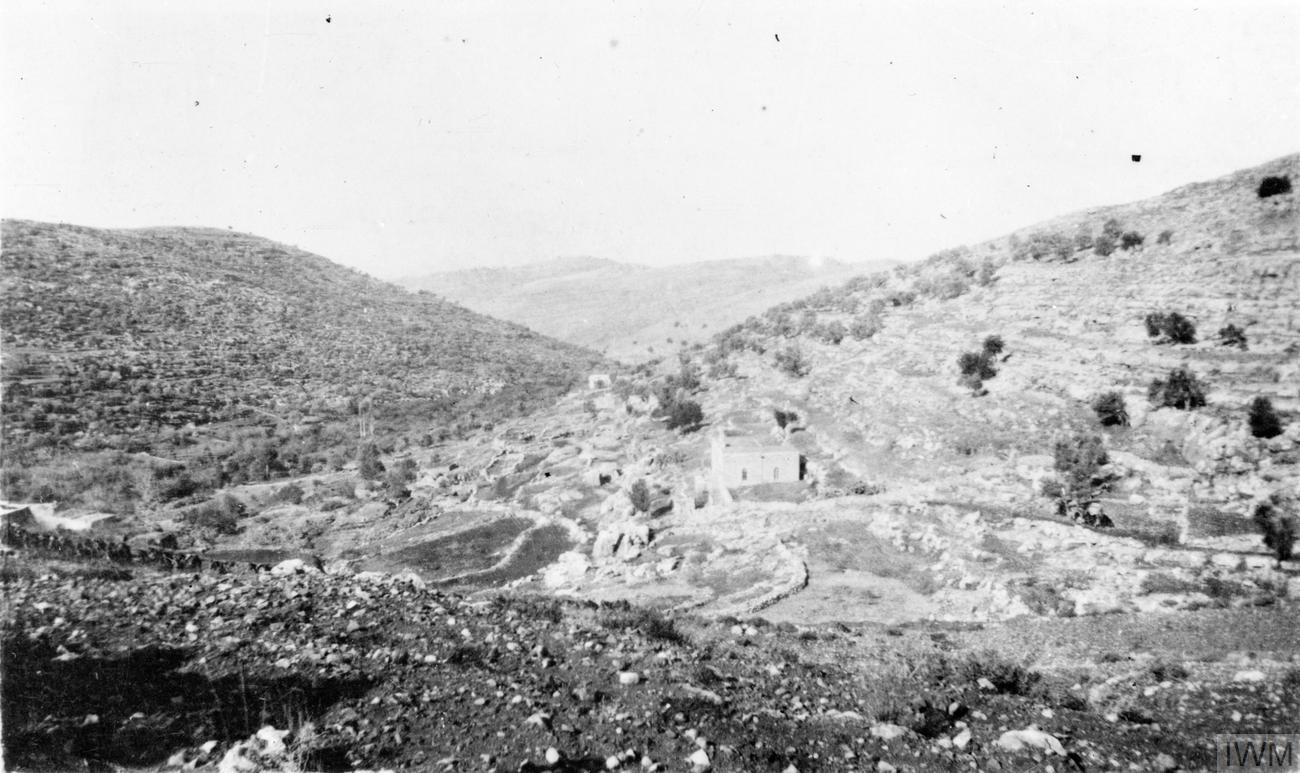
Tipico paesaggio dei monti della Giudea nel 1917

La sera del 19 novembre, sugli eserciti contrapposti si abbatté un temporale seguito da un acquazzone. In poche ore ogni wadi nelle colline pedemontane e nella pianura era in piena. La pianura di terra nera, dura e solida durante l'estate, diventava in queste condizioni invernali vischiosa e pesante per la marcia e quasi impraticabile per i veicoli a ruote. La temperatura, che era stata calda durante il giorno e gradevole di notte, si abbassò rapidamente fino a diventare penetrantemente fredda. I fanti avevano marciato leggeri nella loro uniforme estiva di pantaloncini e casacche in saia. Con una sola coperta (e/o un cappotto), questo equipaggiamento offriva poca protezione dalla pioggia battente e dal freddo pungente.
In queste condizioni le forze ottomane incontrate sulla strada erano le retroguardie che von Falkenhayn aveva ordinato al XX Corpo di costituire mentre si ritirava per difendere Gerusalemme. Poste su crinali dominanti, queste retroguardie erano composte da piccoli gruppi trincerati sulle colline. Ognuna di queste posizioni successive fu attaccata da truppe indiane e gurkha che ebbero la meglio sui difensori.

#### Posizioni delle armate ottomane

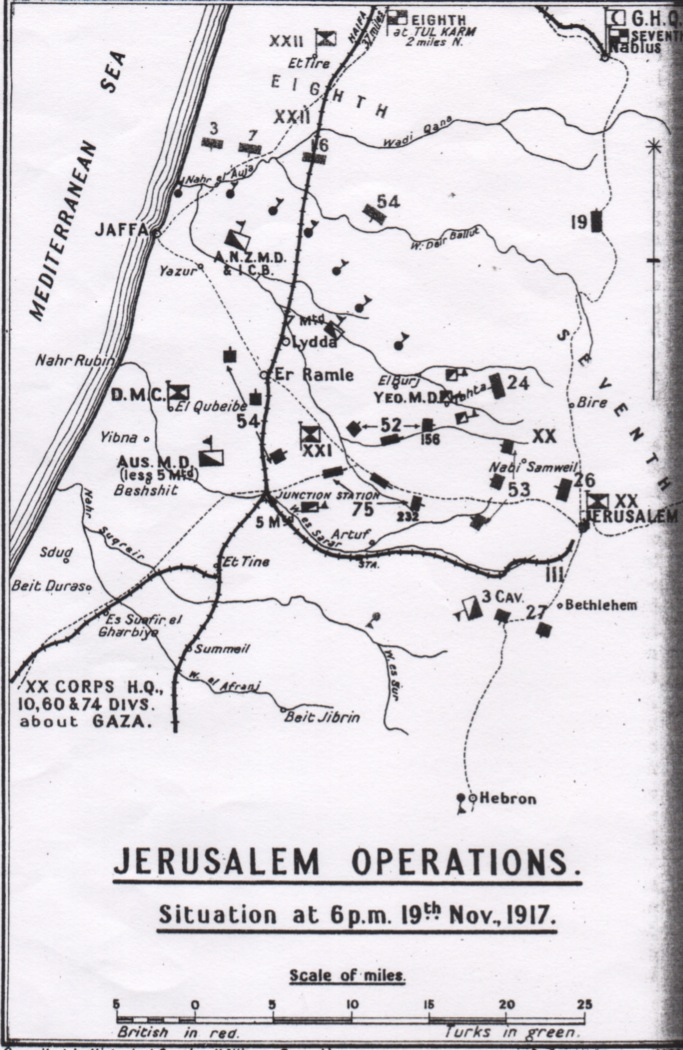
Operazioni Gerusalemme. Situazione alle 18:00 del 19 novembre 1917

Oltre alla linea di Nahr Sukrerir che si estendeva fino a Bayt Jibrin insieme a Summil e Al Tina (dove fu combattuta la battaglia di Mughar Ridge), le posizioni dell'EEF e delle armate ottomane la sera del 19 novembre 1917 sono mostrate in questa mappa. 
Con il suo quartier generale a Nablus, la Settima Armata ottomana era schierata a difesa di Gerusalemme; il suo fianco sinistro era coperto dalla 3ª Divisione di cavalleria del III Corpo. La fanteria della 27ª Divisione era a cavallo della strada Hebron-Gerusalemme. La fanteria della 53ª Divisione del XX Corpo d'Armata teneva una linea di fronte a Nebi Samweil, con la fanteria della 26ª Divisione in riserva. La fanteria che difendeva Bireh sulla strada da Gerusalemme a Nablus apparteneva alla 24ª Divisione, mentre la fanteria della 19ª Divisione si trovava sulla strada a metà strada tra Bireh e Nablus. L'Ottava Armata ottomana, con il suo quartier generale a Tulkarem, schierò il suo XXII Corpo sul Nahr el Auja. A partire dalla costa, la 3ª, la 7ª e la 16ª Divisione erano praticamente in linea con la fanteria britannica della 54th (East Anglian) Division più all'interno.

#### Tentativi di tagliare la strada di Nablus
La brigata di testa della 52nd (Lowland) Division, che aveva raggiunto Beit Liqya il 19 novembre procedendo lungo una pista a nord della strada principale, era bloccata verso Abu Ghosh da una assai determinata, formidabile retroguardia ottomana armata di mitragliatrici presso Al-Qastal e Beit Duqqu. Le posizioni ottomane erano fortemente difese e la 52nd (Lowland) Division non riuscì ad avanzare, finché, appena prima dell'imbrunire del 21 novembre, calò una foschia dando alla 75th Division l'opportunità di schierarsi rapidamente, scalare la cresta, e travolgere la formazione ottomana alla baionetta. Quella sera, le truppe mangiarono le loro "razioni di ferro" (cioè conservate per l'emergenza), ed alcuni trovarono rifugio dalle aspre condizioni in un gran monastero e casa di cura. La notte fu fredda con pioggia a dirotto, e chi non aveva un riparo soffrì intensamente. Non giunsero rifornimenti fino al successivo mezzogiorno, per l'intasamento delle piste anguste.
Fanteria della 52nd (Lowland) Division prese posizione tra la 75th Division alla sua destra e la Yeomanry Mounted Division alla sua sinistra. La Yeomanry Mounted Division, avanzando verso Beit Ur al-Fauqa e Bireh sulla strada per Nablus 16 km a nord di Gerusalemme doveva convergere con la fanteria nella 75th Division a Bireh e tagliare la strada da Nablus a Gerusalemme. Sembrava che la resistenza a Saris si stesse indebolendo, verso le 11:00 l'avanzata continuava lentamente. Alla fine Saris fu conquistata nel pomeriggio del 21 novembre.
Operando sulle colline a nord delle divisioni di fanteria, la Yeomanry Mounted Division continuava ad avanzare a fatica. Marciava attraverso le zone più aspre e desolate sui monti della Giudea verso Beit Ur el Tahta formando una fila indiana di quasi 10 km. Alle 11:30 del 21 novembre il reggimento di testa, il Dorset Yeomanry, scese dalle colline su cui sorge Beit Ur al-Fauqa e incontrò le unità ottomane che tenevano il bordo occidentale del crinale di Zeitun sopra di esso. Questo crinale, ad occidente di Bireh, era tenuto da 3 000 truppe ottomane (l'intera 3ª Divisione di cavalleria ottomana e metà della 24ª Divisione) con diverse batterie d'artiglieria. Benché la Yeomanry appiedata fosse riuscita per poco tempo a prendere il crinale, fu ben presto costretta ad abbandonarlo. Le forti piogge e il freddo misero a dura prova uomini e animali durante i numerosi tentativi, non andati a buon fine, di risalire i fianchi ripidi e rocciosi del crinale. Ma nel primo pomeriggio arrivarono altri rinforzi ottomani da nord e contrattaccarono con forza. Costrinsero la Yeomanry Mounted Division a ripiegare nella profonda gola sul lato ovest del crinale. Quella notte la Berkshire Yeomanry si dispose sul crinale affrontando da vicino le unità ottomane sotto una pioggia torrenziale, con i cavalli nella profonda valle sottostante. La situazione divenne presto grave e fu dato ordine a tutte e tre le brigate di staccarsi e ritirarsi a Beit Ur el Foqa. Nessun supporto aereo fu possibile, probabilmente a causa del tempo, fino a quando il No. 1 Squadron Australian Flying Corps effettuò un bombardamento aereo sul villaggio di Bireh il 22 e 24 novembre.

### 21-24 novembre: battaglia di Nabi Samwil

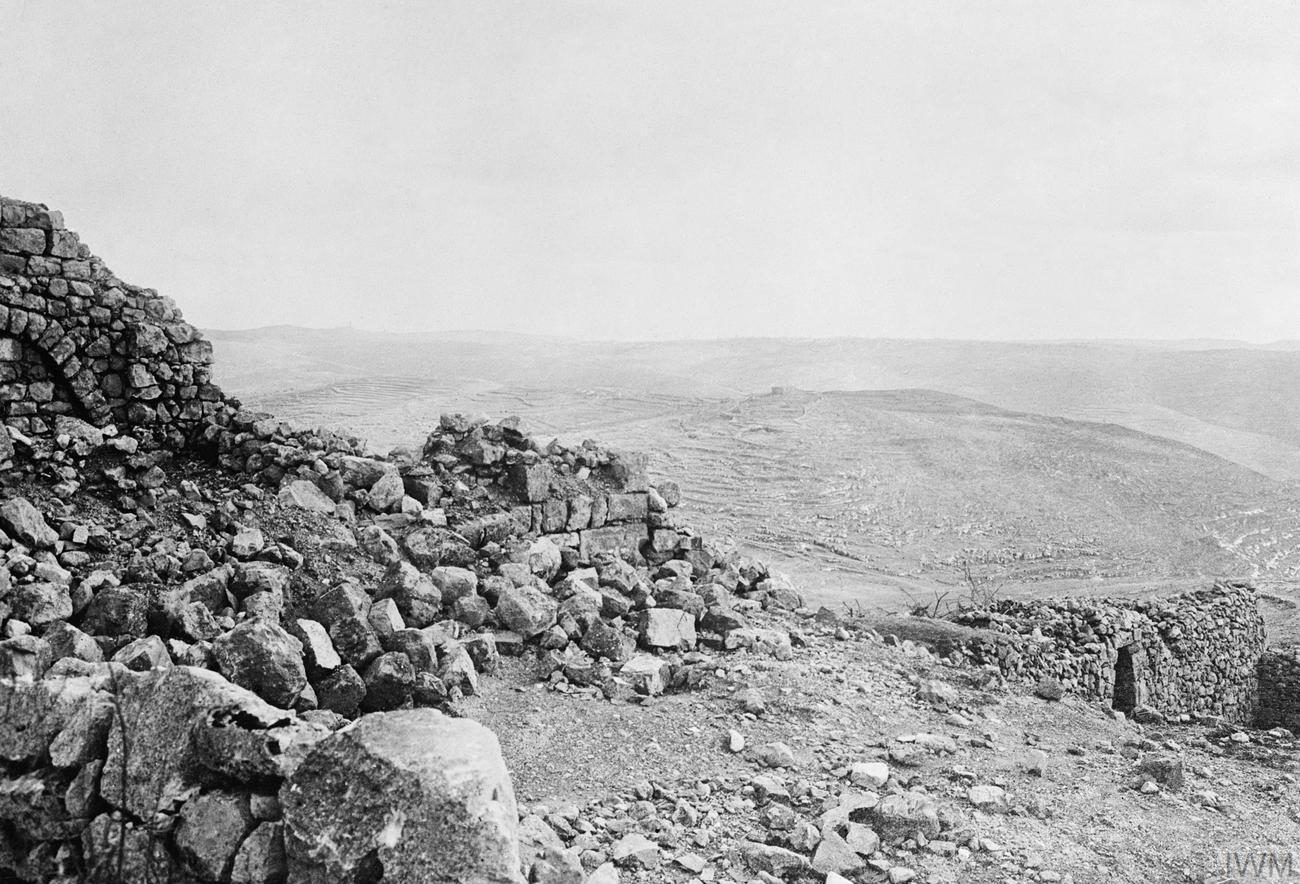
La cima di Nabi Samwil

La battaglia di Nabi Samwil secondo la cronaca ufficiale britannica iniziò il 17 novembre 1917 e terminò il successivo 24 novembre. Ma fino il 21 novembre la fanteria della 75th Division stava ancora continuando ad avanzare verso Bireh. Quel giorno, mentre la divisione di fanteria si dirigeva verso nord-est tagliando il fronte della 52nd Division (Lowland), la sua avanzata fu bloccata a Biddu dalle forze ottomane trincerate sull'altura di Nabi Samwil, che dominava Gerusalemme e le sue difese. Questa collina, sulla quale per la tradizione riposano le spoglie del profeta Samuele, fu conquistata nelle ultime ore di quel giorno da 234th Brigade e 75th Division, dopo aspro combattimento. La 52nd (Lowland) Division aveva preso la linea più difficile, mentre la 75th Division fu inviata agli accessi occidentali. Diversi contrattacchi delle forze ottomane nei giorni successivi fallirono. Con un combattimento ravvicinato, i soldati ottomani contrattaccarono duramente, raggiungendo i cancelli della moschea prima di essere sbaragliati dalla fanteria gurkha. La Settima armata di Fevzi aveva combattuto le due divisioni di fanteria di Allenby portandole ad una situazione di stallo.
L'attacco di tre divisioni britanniche era stato contrastato da tre divisioni ottomane; i britannici subirono certamente più di duemila perdite. Non vi sono stime per le perdite ottomane. Una mappa sommaria con la posizione degli eserciti al 28 novembre (vedasi la mappa 'Contrattacchi ottomani 1800 28 novembre 1917' infra) indica che la zona intorno a Nabi Samwil era ancora terreno duramente conteso dalla British 60th (London) Division e dalla 53ª Divisione ottomana, e che la vitale via da Gerusalemme a Nablus era ancora in possesso ottomano.
Il 24 novembre Allenby ordinò il ritiro delle tre divisioni del XXI Corps e del Desert Mounted Corps. Per spostare formazioni così grandi era inevitabile una pausa e così fu interrotto l'attacco, ma von Falkenhayn e il suo esercito ottomano notarono la temporanea cessazione delle ostilità.

### 24 novembre: primo attacco attraverso il fiume Yarkon
L'avanzata di due divisioni di fanteria ed una a cavallo nei monti della Giudea verso Gerusalemme fu sospesa nella zona di Nabi Samwil il 24 novembre. Lo stesso giorno, fanteria della 54th (East Anglian) Division e la Anzac Mounted Division iniziarono il loro attacco attraverso il fiume Yarkon, sulla costa mediterranea a nord di Giaffa. L'unica brigata a cavallo disponibile era la New Zealand Mounted Rifles Brigade, che era rimasta di guarnigione nella città occupata di Giaffa dal 16 novembre. Sulla riva settentrionale il fiume era difeso dalle divisioni 3ª e 7ª dell'Ottava armata ottomana.
La New Zealand Mounted Rifles Brigade avanzò attraverso il fiume, costituendo due teste di ponte. La prima era attraverso il ponte sulla strada principale presso Khirbet Hadrah (indicata anche come Khurbet Hadra) e la seconda a Sheik Muanis, presso la foce del fiume. Queste operazioni avevano due finalità: guadagnare terreno e dissuadere l'Ottava armata ottomana dall'idea di spostare truppe nei monti della Giudea per rafforzare la Settima armata. Dopo le riuscite azioni della New Zealand Mounted Brigade, due battaglioni di fanteria della 54th (East Anglian) Division tennero queste due teste di ponte sulla riva nord finché vennero attaccati da preponderanti forze il 25 novembre. La 3ª e la 7ª Divisione dell'Ottava armata ottomana avevano respinto le teste di ponte e ripristinato la situazione tattica.
Profondo e animato da rapida corrente, il fiume Yarkon non poteva essere attraversato al di fuori di luoghi noti e ben stabiliti, così alle 01:00 del 24 novembre il Canterbury Mounted Rifles Regiment attraversò il guado sulla spiaggia. SI mosse al galoppo e prese rapidamente le colline che sovrastavano il guado, conquistando il villaggio di Sheikh Muannis (che dava il nome al guado), ma la guarnigione di cavalleria ottomana si defilò. Il Wellington Mounted Rifles Regiment si avvicinò al Canterbury Regiment e poi avanzò verso est fino a Khurbet Hadrah, che dominava il ponte sulla strada principale. Catturò 29 prigionieri, una mitragliatrice e una Lewis britannica. Due compagnie di fanteria dell'Essex Regiment, 161st (Essex) Brigade, 54th (East Anglian) Division attraversarono il ponte Hadrah e occuparono il villaggio. Gli squadroni 4th e 11th dell'Auckland Mounted Rifle Regiment e il 2nd Squadron del the Wellington Mounted Rifle Regiment furono collocati al ponte e nel villaggio di Sheikh Muannis di fronte ai posti di fanteria. Il 1st Squadron del Canterbury Mounted Rifles Regiment prese un posto sulla spiaggia del mare; ciascuno dei due squadroni erano rinforzate da due mitragliatrici.
Alle 02:45 del 25 novembre una pattuglia di cavalleria ottomana da fu respinta e inseguita da una troop del 3rd Squadron Auckland Mounted Rifles Regiment. Nel giro di un'ora, le divisioni ottomana 3ª e 7ª lanciarono un pesante attacco sullo squadrone, che si ritirò su una linea prefissata. Appena 30 minuti dopo fu imposta un'altra ritirata. Verso le 08:00 fu ordinato ad unità di fanteria 54th (East Anglian) Division presso Khurbet Hadrah di riattraversare il fiume. Fu un'operazione estremamente difficile poiché il ponte in quel momento era spazzato dal fuoco nemico e continuamente colpito dall'artiglieria. Alcuni soldati riuscirono ad attraversare il ponte; altri affrontarono il fiume a nuoto ed alcuni affogarono. Una volta che la fanteria fu al sicuro, il 3rd Squadron, Auckland Mounted Rifle Regiment la seguì attraverso il ponte. L'11th (North Auckland) Squadron (Auckland Mounted Rifle Regiment) lo coprì con due mitragliatrici Vickers pur subendo gravi perdite, continuando a tenere il ponte fino alle 11:00, poi si ritirò a propria volta.
Mentre era in corso lo contro per il ponte di Hadrah, il 2nd Squadron, Wellington Mounted Rifle Regiment presso Sheikh Muannis tenne testa senza supporto di artiglieria all'attacco di circa duemila soldati ottomani sostenuti da un fuoco preciso di artiglieria. Dopo che i loro cavalli erano stati riaccompagnati lungo il fiume al guado sulla spiaggia, gli squadroni della New Zealand Mounted Rifles Brigade andarono a rinforzare la posizione di Khurbet Hadrah, ma arrivarono proprio nel momento in cui stava avvenendo la ritirata. Presero una posizione sulla riva meridionale vicino al fiume. Fu solo dopo che erano stati evacuati il villaggio di Khurbet Hadrah e i posti sul ponte che poté entrare in azione la batteria di Somerset, aiutata dalle armi della Essex Brigade. Questo supporto giunse troppo tardi, e alla fanteria presso Sheikh Muannis vicino al guado fu ordinato di ritirarsi. Era sostenuto dalla batteria di Somerset, che continuò a sparare da una posizione 1,3 km più a sud, sul lato meridionale del fiume, fino a dopo che gli ottomani avevano rioccupato il villaggio. Le truppe del 10th Squadron si ritirarono lentamente verso il guado sulla spiaggia vicino a Sheikh Muannis, con il 2nd Squadron e la fanteria che attraversavano il fiume per mezzo di una barca e sopra la testa di diga al mulino. L'attacco ottomano in quel momento si concentrò sul Canterbury Mounted Rifles Regiment. Il 1st Squadron resistette al nemico finché il reggimento e le troop di Sheikh Muannis ebbero attraversato il guado dove lo squadrone era ripiegato, con il fuoco di copertura di mitragliatrici. Le perdite della New Zealand Mounted Rifles Brigade durante quest'operazione furono 11 morti, 45 feriti, e tre dispersi.
Dal 25 novembre al 1 dicembre la New Zealand Mounted Rifles Brigade rimase a supporto della 54th (East Anglian) Division, che continuava a tenere la linea dell'avamposto. All'inizio di dicembre la brigata fu ritirata in un campo di riposo presso Sarona poche miglia a nord di Giaffa fino al 5 gennaio, quando diede il cambio alla Imperial Camel Corps Brigade sulle prime alture dei monti della Giudea.
Intorno a questo periodo il comandante in campo dell'Ottava armata ottomana, Friedrich Freiherr Kress von Kressenstein, fu esonerato dall'incarico. Era stato in Sinai e Palestina dal 27 settembre 1914, guidando due armate ed un corpo di spedizione attraverso la Penisola del Sinai nel fallito attacco all'Impero britannico sul Canale di Suez nel gennaio 1915, e nel riuscitissimo raid su Katia nell'aprile 1916. Successivamente aveva comandato le difese di Magdhaba nel dicembre 1916, di Rafah nel gennaio 1917, di Gaza e Beersheba in marzo, aprile ed ottobre 1917, e durante le battaglie di retroguardia sulla pianura marittima di Giaffa nel novembre 1917. Fu sostituito dal brigadier generale Cevat Çobanlı (Djevad Pasha o Cevat Pasha). Nell'apprendere la notizia, Allenby scrisse a sua moglie il 28 novembre 1917: "Scommetterei che la storia d'amore tra turchi e crucchi sia finita."

### Contrattacchi ottomani
Von Falkenhayn e l'esercito ottomano tentarono di approfittare dello stato indebolito e impoverito delle esauste divisioni dell'Impero britannico che avevano combattuto ed erano avanzate sin dal principio del mese.
A causa dei problemi di rifornimento durante l'avanzata da Beersheba, Allenby mantenne il XX Corpo di Philip W. Chetwode arretrato nei pressi delle linee di comunicazione. Queste truppe godettero di 10 giorni di riposo nelle retrovie, dove erano facilmente riforniti e riequipaggiati. Fu a queste truppe fresche del XX Corpo che fu ordinato di prendersi carico delle attività di prima linea nei monti della Giudea contro la Settima armata ottomana che si stava difendendo. La 60th (London) Division, comandata dal maggior generale John Shea, arrivò a Latron il 23 novembre da Huj e il 28 novembre sostituì la malridotta fanteria delle divisioni 52nd (Lowland) e 75th senza ridurre seriamente la capacità di combattimento. Lo stesso giorno arrivò a Latron da Karm anche la 74th (Yeomanry) Division, comandata dal maggior generale E. S. Girdwood. Due giorni dopo arrivò sempre a Latron da Karm anche la 10th (Irish) Division, comandata dal maggior generale J. R. Longley. La 53rd (Welsh) Division, con aggregati il Corps Cavalry Regiment e una batteria pesante, rimase sulla strada di Hebron a nord di Beersheba, ponendosi sotto gli ordini diretti del quartier generale (GHQ); divennero noti come Mott's Detachment.
Nella settimana che iniziava il 27 novembre l'esercito ottomano lanciò una serie di attacchi utilizzando tattiche shock nella speranza di spezzare le linee britanniche durante il periodo di destabilizzazione creato dai rinforzi e ritiri di truppe. Furono lanciati contrattacchi dalle divisioni ottomane 16ª e 17ª nei monti della Giudea sul Nabi Samwil e sull'altopiano di Zeitun. Furono lanciati attacchi anche contro le linee di comunicazione attraverso un varco tra le forze britanniche sulla pianura marittima e quelle sui monti della Giudea ed anche contro alcune unità britanniche sparse sulla pianura marittima.

#### Contrattacchi sulla pianura marittima

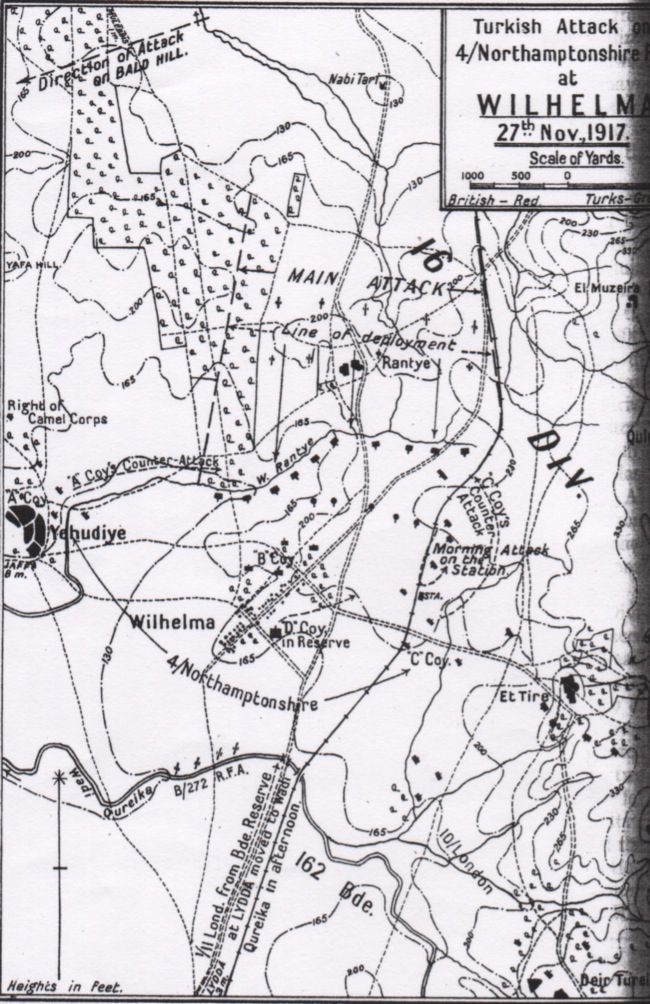
Attacco turco contro il 4th Northamptonshire Regiment a Wilhelma il 27 novembre 1917

Alle 17:00 del 27 novembre la 16ª Divisione dell'Ottava armata ottomana lanciò un contrattacco a Wilhelma sulla pianura marittima. Arrivarono a meno di 400 m dalla fanteria del 4th Battalion, Northamptonshire Regiment, che era schierato dentro e attorno a Wilhelma. Avanzarono anche contro il 10th Battalion, London Regiment, a sudest di Dayr Tarif, contro il 5th Battalion, Bedfordshire Regiment, a Beit Nebala, e contro la Imperial Camel Corps Brigade a Bald Hill. A Wilhelma la forza ottomana si preparò ad attaccare alla baionetta, ma fu respinta dal fuoco di Lewis ed altre mitragliatrici scatenato dalla 272nd Brigade Royal Field Artillery. I britannici contrattaccarono efficacemente su entrambi i fianchi, costringendo le truppe ottomane a ripiegare a Rantye. Sulla sinistra della Imperial Camel Corps Brigade a sudovest di Bald Hill, unità della 16ª Divisione ottomana rinnovarono l'attacco nella notte del 28 novembre. Si inserirono negli avamposti di destra della prima linea della 2nd Light Horse Brigade e si trincerarono in questa posizione avanzata. Ma all'alba del 29 novembre i soldati ottomani si ritrovarono in una posizione indifendibile sovrastata da una postazione australiana e presa d'infilata da altre su ambedue i fianchi. Non potendo né avanzare né ritirarsi, tre ufficiali e 147 militari di truppa con quattro mitragliatrici si arresero al 7th Light Horse Regiment.

#### Contrattacchi sulle linee di comunicazione dell'Impero britannico
Più all'interno, un altro grave attacco fu sferrato alle linee di comunicazione britanniche da Ramla da parte sia di unità della 16ª Divisione ottomana sulla pianura marittima sia della 19ª Divisione ottomana sulle colline. Lo scopo di questo contrattacco era la distruzione di due divisioni dell'Impero britannico sulle colline tagliando le loro linee di comunicazione.

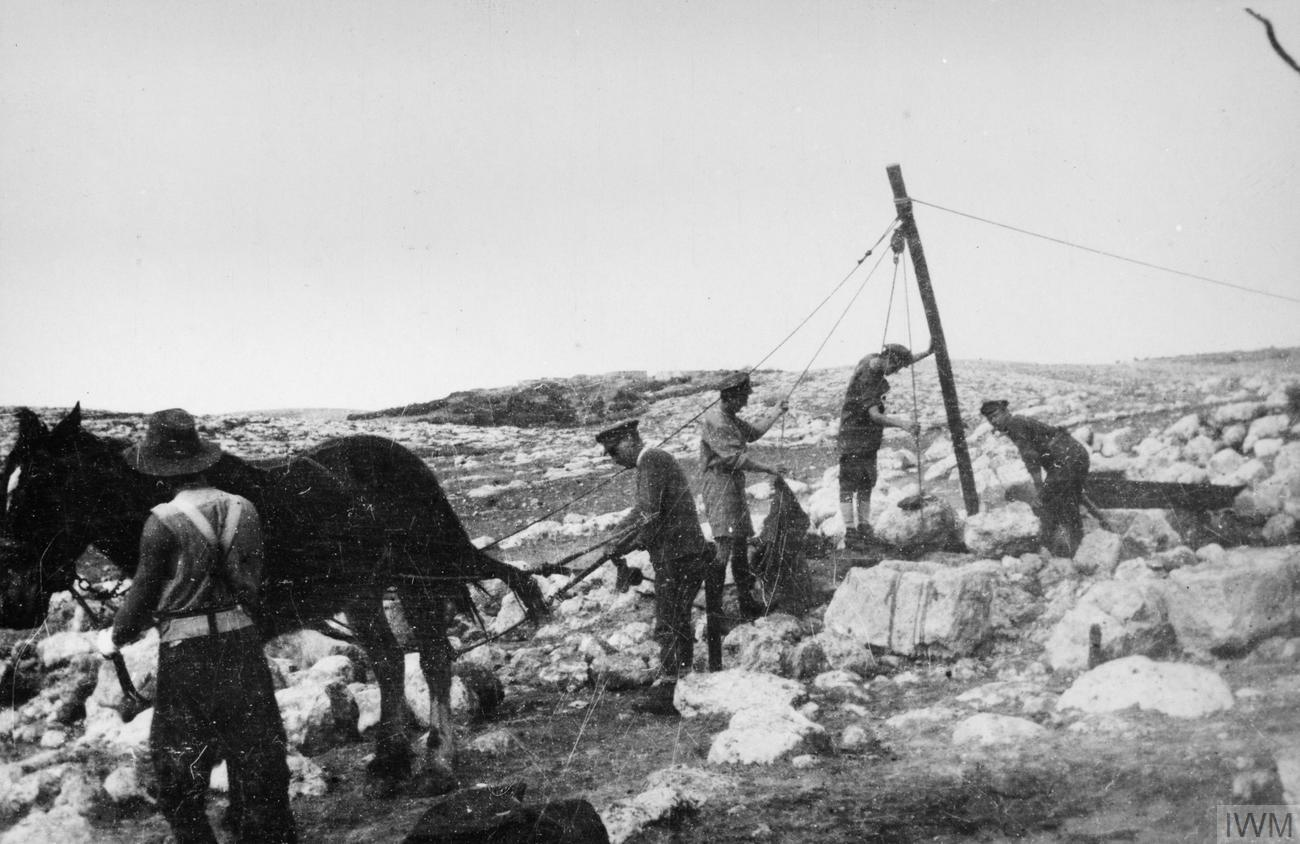
Estrazione di acqua da un pozzo sulle colline ad ovest di Gerusalemme nel dicembre 1917

Questo attacco fu compiuto sfruttando un varco di 8 km nella linea del fronte britannica tra la dispera sinistra della Yeomanry Mounted Division presso Beit Ur el Tahta e la destra della parimenti dispersa fanteria della 54th (East Anglian) Division a Shilta. La 19ª Divisione ottomana trovò il varco il 27 novembre e attaccò l'esposta linea di rifornimento, sconfiggendo una sezione della Yeomanry Mounted Division's Ammunition Column e travolgendo una postazione sulla destra della 54th (East Anglian) Division. Fu ordinato che la 7th Mounted Brigade avanzasse nel varco della linea. Fu attaccata dalla fresca 19ª Divisione ottomana all'alba del 28 novembre, ma bloccò un ulteriore attacco di altre unità ottomane.
Dopo alcuni disperati combattimenti ravvicinati, la pressione in qualche modo diminuì e si recuperò una parte del terreno perduto, ma la forza ottomana iniziò ad aggirare la brigata a cavallo ad ovest. Il 5th Battalion, Norfolk Regiment fu espulso da Shilta, ma la fanteria della 155th (South Scottish) Brigade della 52nd (Lowland) Division,
che stava per essere sostituita da altra unità, ritornò sul fronte, chiuse il varco, e spinse i soldati ottomani fuori dalle linee di comunicazione.

#### Contrattacchi contro la Yeomanry Mounted Division

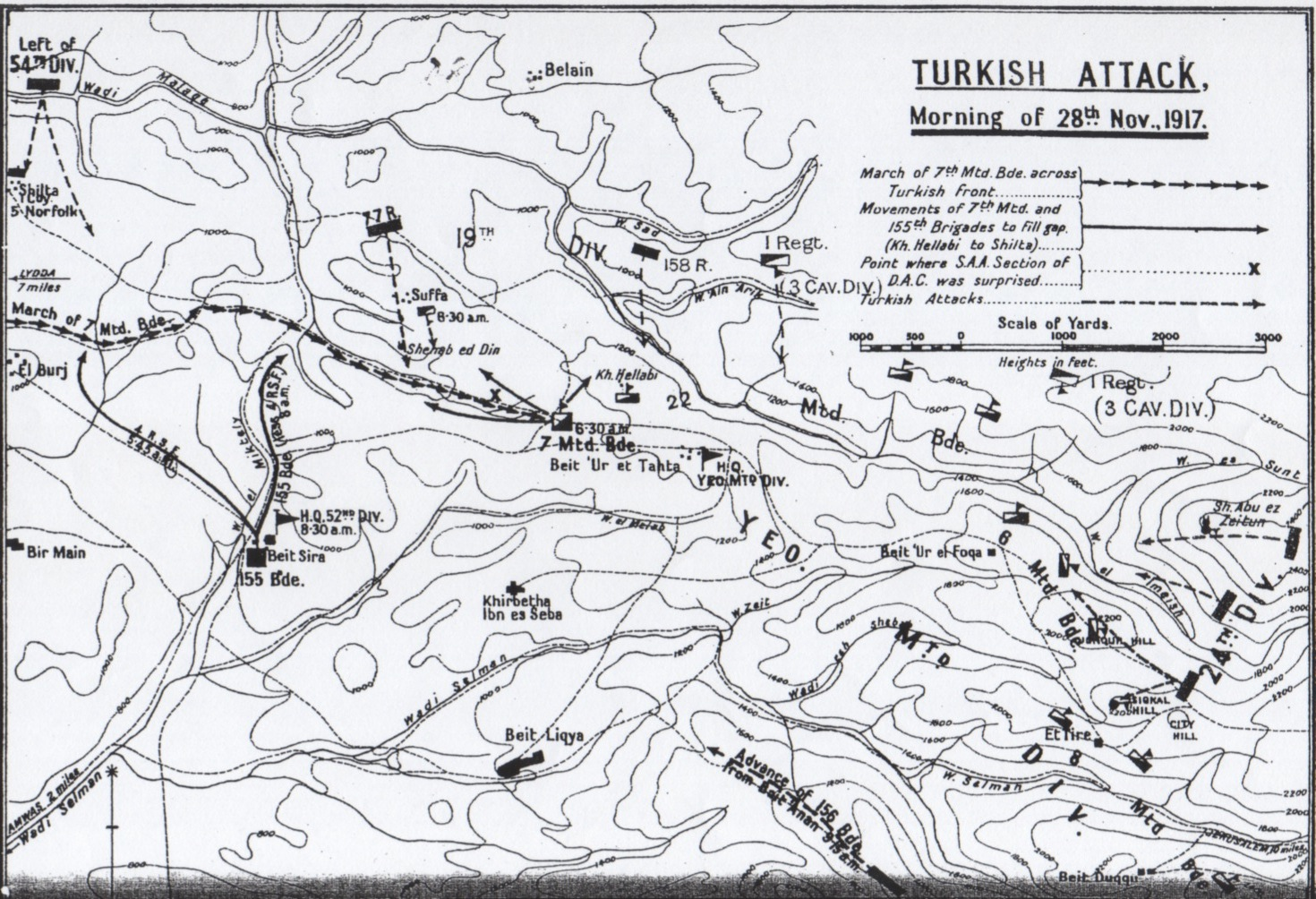
Dettaglio del contrattacco ottomano la mattina del 28 novembre 1917

I contrattacchi ottomani iniziarono il 27 novembre, quando la postazione più avanzata della Yeomanry Mounted Division presso Zeitun sul lato occidentale del crinale di Beitunia fu attaccata da una forza molto più grande. Tennero testa agli attaccanti ottomani fino al 28 novembre, quando la divisione fu costretta a ritirarsi dalle posizioni più avanzate, tra cui Sheik Abu ex Zeitun e Beit Ur al-Fauqa.
La Australian Mounted Division (meno la 5th Mounted Yeomanry Brigade) si era riposata a Mejdel dal 19 al 27 novembre quando le fu ordinato di ritornare ai monti della Giudea. La marcia della 4th Light Horse Brigade verso Barfiliya fu deviata direttamente a Beit Ur al-Tahta. A sud di Beit Ur al-Tahta, la 4th Light Horse Brigade copriva una posizione, dato che non c'era contatto tra la 8th e la 6th Mounted Brigade. Alla 5th Mounted Yeomanry Brigade fu ordinato di ricongiungersi alla sua divisione, lasciando il 10th Light Horse Regiment agli ordini della 60th (2/2nd London) Division. La 3rd Light Horse Brigade marciò verso Berfily, 3 km a ovest di Al-Burj.

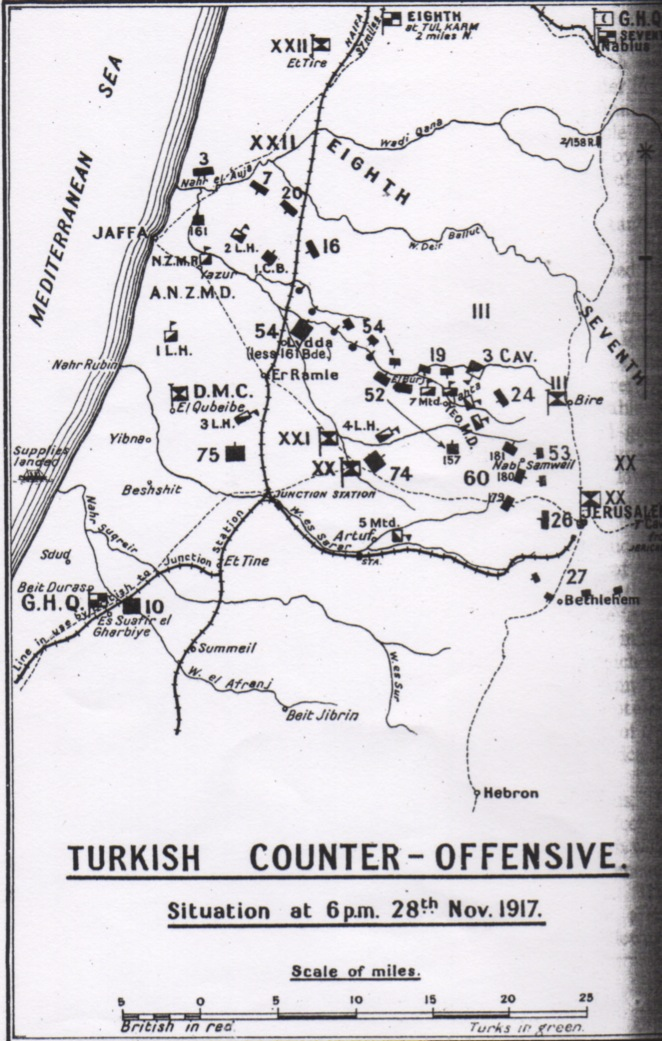
Contrattacchi ottomani 1800 28 novembre 1917

La pressione era stata troppo grande per l'assai ridotta Yeomanry Mounted Division, che ripiegò al Wadi Zeit ma la forza inseguitrice ottomana fu subito bloccata dal 11th Light Horse Regiment della 4th Light Horse Brigade. La 4th Light Horse Brigade era stata spostata lungo la stessa rotta della 7th Mounted Brigade, ma presso El Burj la strada risultò bloccata dal fuoco. Il brigadier generale Grant, in subordine a Barrow, inviò la brigata a sud di Beit Ur el Tahta a sostenere la 6th Mounted Brigade. L'11th Light Horse Regiment fu spinto avanti con due mitragliatrici a tenere Wadi Zeit a sudovest di Beit Ur el Foqa.
Il 30 novembre il maggiore J.G. Rees del 25th Battalion, Royal Welch Fusiliers aveva solo 60 uomini per tenere Beit Ur el Foqa e fu quasi costretto a capitolare. Riuscirono a sfilarsi dalla posizione e raggiunsero la compagnia d'appoggio del 10th Battalion, King's Shropshire Light Infantry che copriva Et Tire e fronteggiava Signal Hill, che divenne il bersaglio del successivo attacco ottomano. Questo arrivò alle 14:30 quando attaccarono con 400 soldati, cacciando il distaccamento da Signal Hill. Questa mossa rese indifendibile El Tire e costrinse la 10th King's Shropshire Light Infantry a ripiegare sulla sua linea precedente.
Queste operazioni furono sostenute il 28 novembre da una forza combinata degli Squadron britannici ed australiani No. 1 e No. 111, che attaccarono l'aerodromo di Tul Keram con bombardamento aereo. Questo attacco fu ripetuto la mattina e la sera seguenti dopo che aerei tedeschi avevano bombardato l'aerodromo di Julis e colpito la fureria del No. 113 Squadron.
La Yeomanry Mounted Division ricevette il cambio dalla 74th (Yeomanry) Division; due brigate di fanteria furono sostituite da quattro brigate di cavalleria facendo aumentare di sei volte il numero di fucili in azione. Con rinforzi aggiuntivi dell'appiedata Australian Mounted Division, c'erano truppe sufficienti a sostenere tutti i contrattacchi ottomani.

#### Contrattacco del 1 dicembre a Beit Ur el Tahta

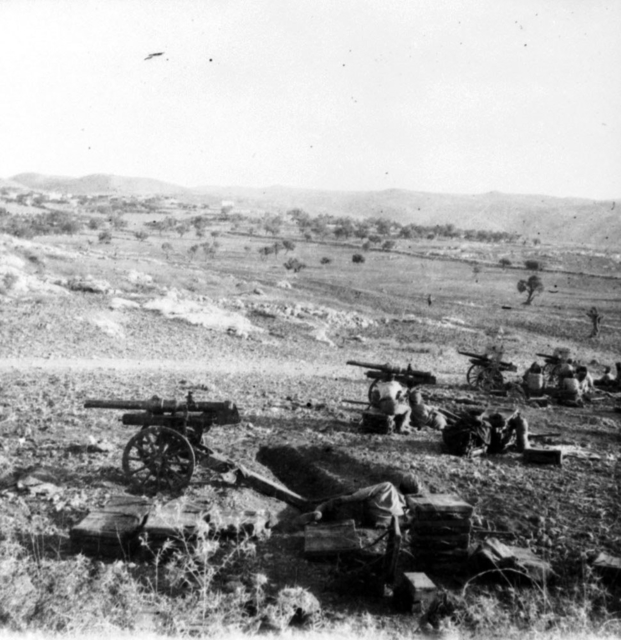
Artiglieria da montagna della Hong Kong Battery in azione vicino a Beit Ur el Tahta

Verso le 01:00 del 1 dicembre un battaglione della 19ª Divisione ottomana, armato di bombe a mano, lanciò a attacchi a Beit Ur el Tahta contro la 157th Brigade, e a nordest di El Burj contro la 3rd Light Horse Brigade. Dopo due tentativi ad Beit Ur el Tahta, esso riuscì a spingere una compagnia di fanteria gravemente indebolita del 5th Battalion, Highland Light Infantry, 52nd (Lowland) Division, a meno di 200 m dal crinale davanti al villaggio, ma alle 04:30 i britannici avevano rioccupato la posizione. Il 8th Light Horse Regiment a nordest di El Burj resistette a quattro furiosi assalti di forze nemiche armate di "bombe con il manico". Uno squadrone degli Royal Gloucestershire Hussars della 5th Mounted Yeomanry Brigade, aggregato alla 3rd Light Horse Brigade si precipitò a chiudere le falle nella linea, ed entrò in azione la Hong Kong Battery. Erano rinforzati dal 4th Battalion, Royal Scots Fusiliers con un piccolo gruppo di granatieri da Beit Sira, che arrivavano proprio nel momento in cui gli i soldati ottomani lanciavano un nuovo assalto. Il nucleo di granatieri britannici attaccò quelli ottomani e dopo un aspro scontro li costrinse a ritirarsi. Gli ottomani continuarono ad attaccare disperatamente ed arrivò un'altra compagnia del 4th Scots Fusiliers. Assieme all'energico fuoco dell'appiedata 3rd Light Horse Brigade, la pioggia di bombe scagliata dai Fusiliers costrinse i soldati ottomani a ripiegare e trincerarsi. All'alba si arresero.
Si dice che in questi scontri furono catturati o uccisi i membri di un intero battaglione. Furono uccisi più di 100 ottomani. Tra i 172 prigionieri molti erano feriti, mentre le perdite britanniche furono meno di 60. Era stata una battaglia cruciale: se El Burj fosse stata catturata, i britannici avrebbero perso l'uso della strada che portava a Berfilya, e la valle Beit Nuba–Beit Sira sarebbe divenuta indifendibile. Sarebbe rimasto scoperto il fianco dell'avanzata principale della fanteria verso Gerusalemme, il che avrebbe anche indebolito la pressione esercitata verso la strada per Nablus.

#### Contrattacco del 1 dicembre a Nabi Samwil
Il 1 dicembre furono respinti ulteriori attacchi a Nabi Samwil, e la 7ª Armata ottomana subì gravi perdite.

### Conquista di Gerusalemme
«Il 4 dicembre Allenby scrisse: "Voglio prendere Bire[h], prima di consolidare, perché copre tutte le strade e domina tutto. ... Se ottengo Bire[h] e le colline che coprono la foce del fiume Auja a nord di Giaffa, sarò in una posizione forte, sia per l'attacco che per la difesa. Devo comunque consolidare la mia posizione e aspettare che la mia ferrovia sia sviluppata. Sono a corto di ufficiali e alcune delle mie forze si stanno esaurendo... Non ho unità di riserva.»

— Lettera del 4 dicembre 1917 del generale Allenby a William Robertson, Chief of the General Staff
Il 1 dicembre i combattimenti per Gerusalemme erano quasi finiti. L'esercito ottomano non era riuscito a guadagnare terreno, malgrado i molteplici contrattacchi, e le truppe britanniche che avanzavano stavano rimpiazzando gli esausti camerati che si erano ben trincerati presso Gerusalemme. Il 2 dicembre l'avvicendamento del XXI Corps da parte del XX Corps fu completato quando la 10th (Irish) Division diede il cambio alla 52nd (Lowland) Division. Ed ogni lato iniziò a sistemare e migliorare le proprie linee, lasciando i posti non sicuri o difficili da difendere. I britannici aumentarono il numero di soldati nella loro linea per creare una potente concentrazione. Nell'arco di quattro giorni la 10th (Irish) Division e la 74th (Yeomanry) Division estesero le loro posizioni, mentre fu accorciata la posizione estesa della 60th (2/2nd London) Division.
Il 3 dicembre il 16th Battalion Devonshire Regiment, 229th Brigade, 74th (Yeomanry) Division riconquistò Beit Ur el Foqa. Questo attacco di fanteria fu lanciato dalla testa del Wadi Zeit alle 01:00, e per le 03:30 il villaggio fu conquistato, assieme a 17 prigionieri e tre mitragliatrici. La posizione non si poteva tenere, poiché era sovrastata da posizioni ottomane. Bombardamenti e combattimenti corpo a corpo continuarono tutta la mattina, e il battaglione si ritirò, patendo 400 perdite. Si è detto che il 3 dicembre l'esercito ottomano avesse abbandonato i contrattacchi e che fosse cessato il combattimento sui monti della Giudea.

#### Mott's Detachment
Nel frattempo, sulla strada da Hebron a Betlemme a sud di Gerusalemme, la 53rd (Welsh) Division (detta Mott's Detachment) aveva continuato la propria incerta avanzata arrivando a 7,2 km di Hebron il 4 dicembre. Dopo che due autoblindo della Light Armoured Motor Battery (LAMB) avevano svolto una perlustrazione a nord riferendo che non c'erano unità ottomane a Hebron, proseguì nella valle del Dilbe la sera stessa.

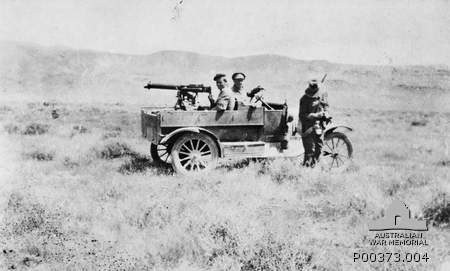
Una Model T Ford Utility con equipaggio australiano ed armata con mitragliatrice Vickers .303 montata su treppiede

A quel punto Chetwode ordinò a Mott di avanzare più rapidamente possibile per raggiungere una posizione a circa 5 km più a sud di Gerusalemme entro la mattina dell'8 dicembre. L'avanguardia di Mott avanzò cautamente la notte del 5 dicembre fino a circa 5 km a nord di Hebron. Il 7 dicembre il Mott's Detachment era entrato in contatto con la posizione ottomana che difendeva Betlemme a circa sei km dal suo obiettivo, ma il cattivo tempo impedì l'avanzata. Il Mott's Detachment sarebbe dovuto avanzare a nord in tempo per coprire il fianco destro della 60th (2/2nd London) Division e per tagliare la strada da Gerusalemme a Gerico. Pur essendo agli ordini diretti del quartier generale, il Mott's Detachment era ancora sulla strada di Hebron a sud di Gerusalemme la sera del 7 dicembre.

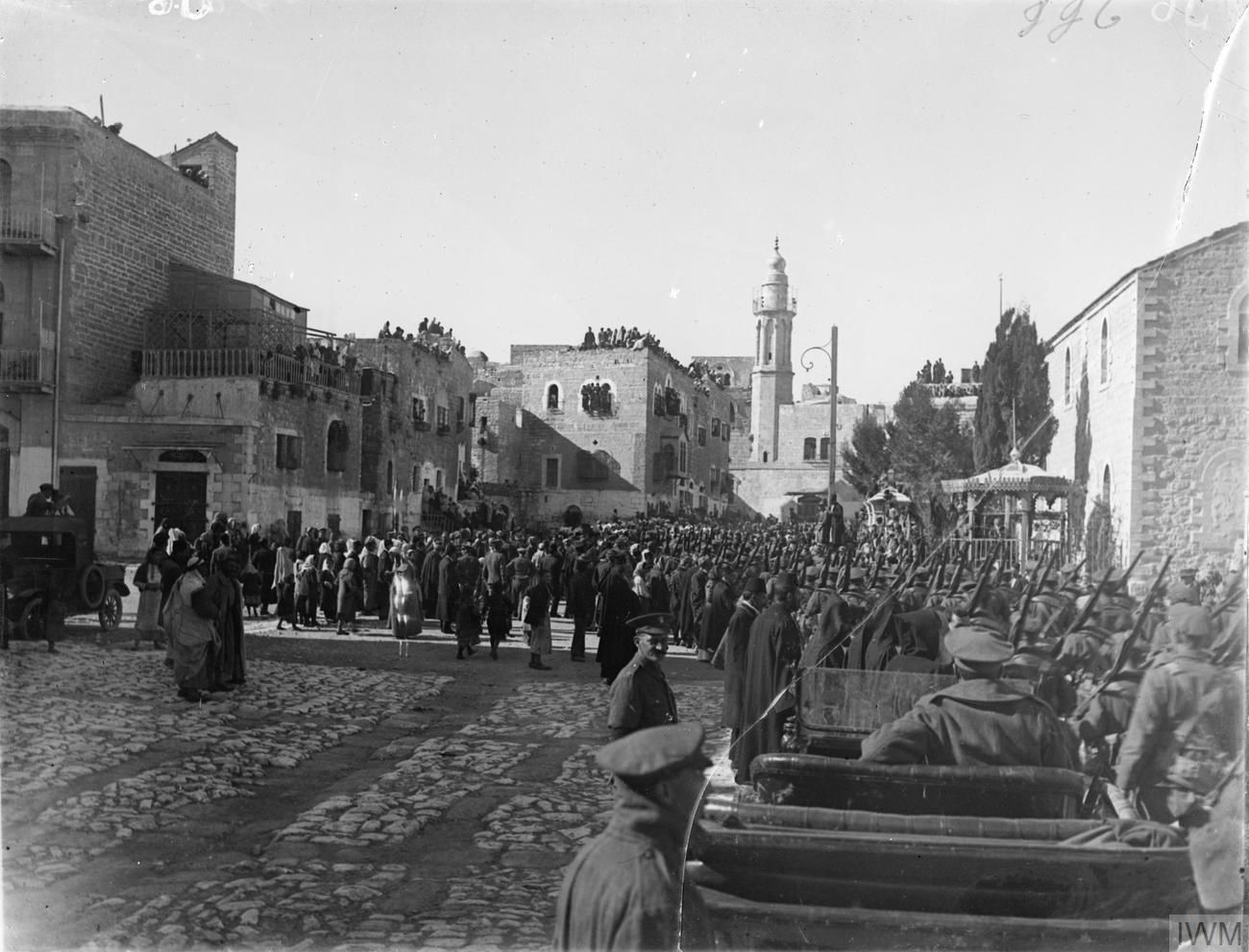
Il 4th Battalion, Royal Sussex Regiment marcia per Gerusalemme. La sua divisione di fanteria, la 53rd (Welsh) Division, occupò Gerusalemme la notte del 9 dicembre

La mattina dell'8 novembre l'artiglieria ottomana iniziò a sparare su un crocevia, che il Mott's Detachment doveva superare. Non potendo avanzare o rispondere al preciso fuoco di una batteria ottomana che sparava dai pressi di Betlemme, il distaccamento attese. Intorno a mezzogiorno Chetwode, comandante di corpo, ordinò al distaccamento di riprendere ad avanzare. Mott alla fine attaccò il suo obiettivo principale presso Bayt Jala alle 16:00, ma l'esercito ottomano si era già ritirato. Solo in serata riuscì ad avanzare e trovò che non vi erano difensori ottomani sul suo cammino. In questo momento cruciale, il Mott's Detachment non poteva coprire il fianco meridionale della 60th (London) Division; questo obbligò i Londoners a restare fermi con la luce del sole, perché il tiro di infilata avrebbe reso estremamente controproducente ogni avanzata.

#### Resa di Gerusalemme

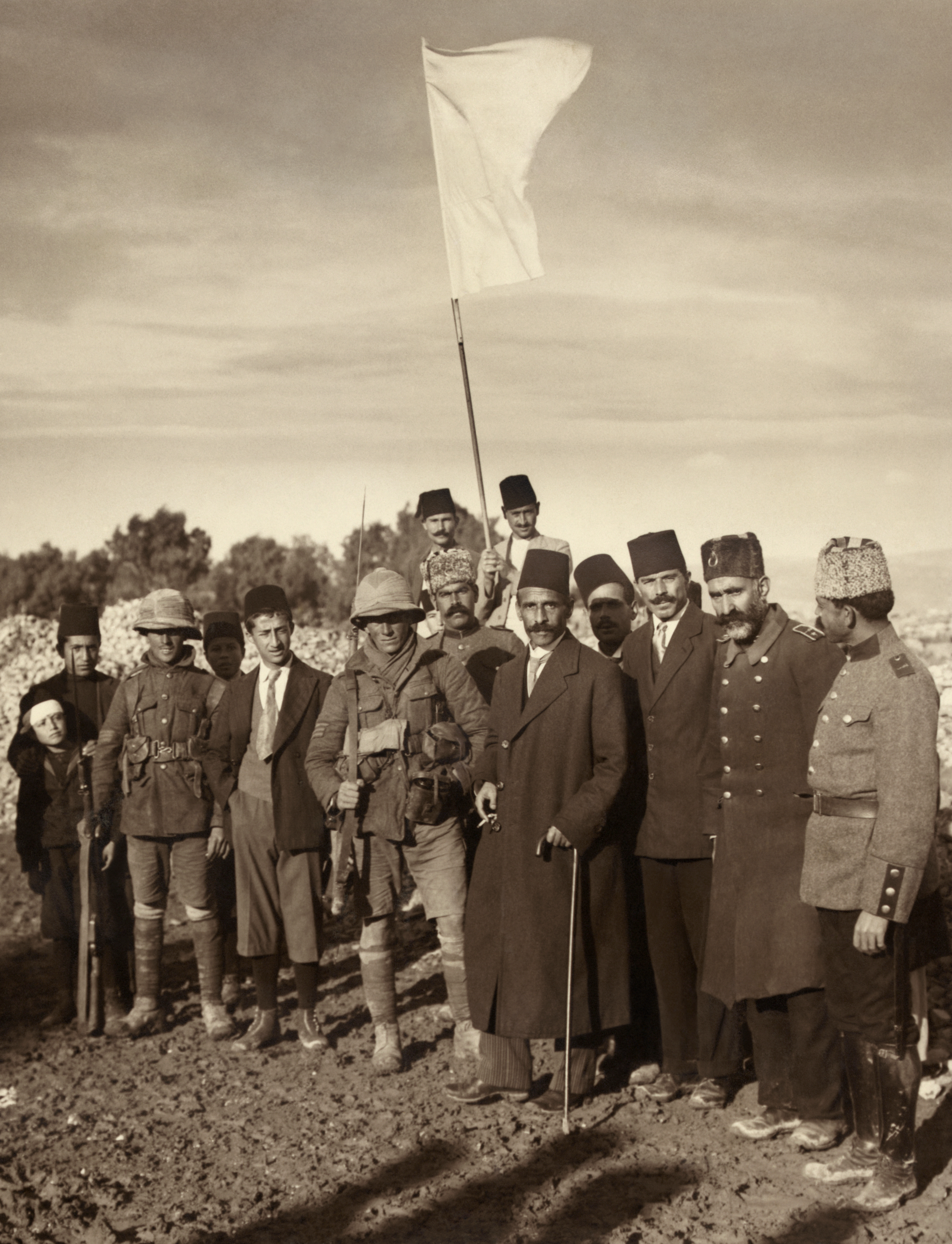
La resa di Gerusalemme ai britannici, 9 dicembre 1917

Durante la pioggia quasi continua dell'8 dicembre, Gerusalemme cessò di essere protetta dall'Impero ottomano. Chetwode (comandante del XX Corps), che aveva dato il cambio a Bulfin (comandante del XXI Corps), lanciò l'avanzata finale prendendo le alture ad ovest di Gerusalemme l'8 dicembre. La 7ª Armata ottomana si ritirò durante la sera e la città si arrese l'indomani.

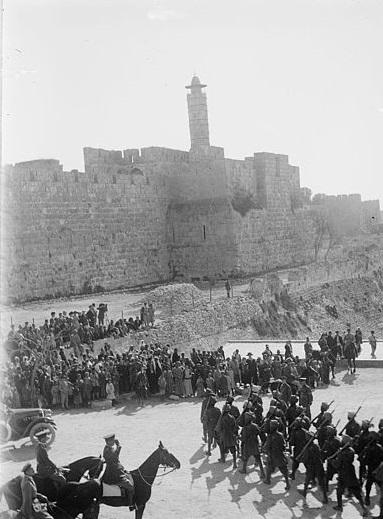
Allenby e truppe indiane in parata alla Porta di Giaffa, 11 dicembre 1917, durante le cerimonie ufficiali dopo la conquista di Gerusalemme

Il sindaco di Gerusalemme, Hussein Salim al-Husseini, tentò di consegnare la lettera, con cui il governatore ottomano consegnava la città, ai sergenti James Sedgewick e Frederick Hurcomb del 2/19th Battalion, London Regiment, appena fuori dei confini occidentali di la mattina del 9 dicembre 1917. I due sergenti, che perlustravano precedendo il grosso di Allenby, rifiutarono di ricevere la lettera. Fu poi accettata dal brigadier generale C.F. Watson, comandante della 180th (2/5th London) Brigade.
Gerusalemme fu quasi circondata dalla EEF, sebbene unità dell'esercito ottomano tenessero il Monte degli Olivi il 9 dicembre. Furono sopraffatti dalla 60th (2/2nd London) Division il pomeriggio seguente.

#### Testo della resa

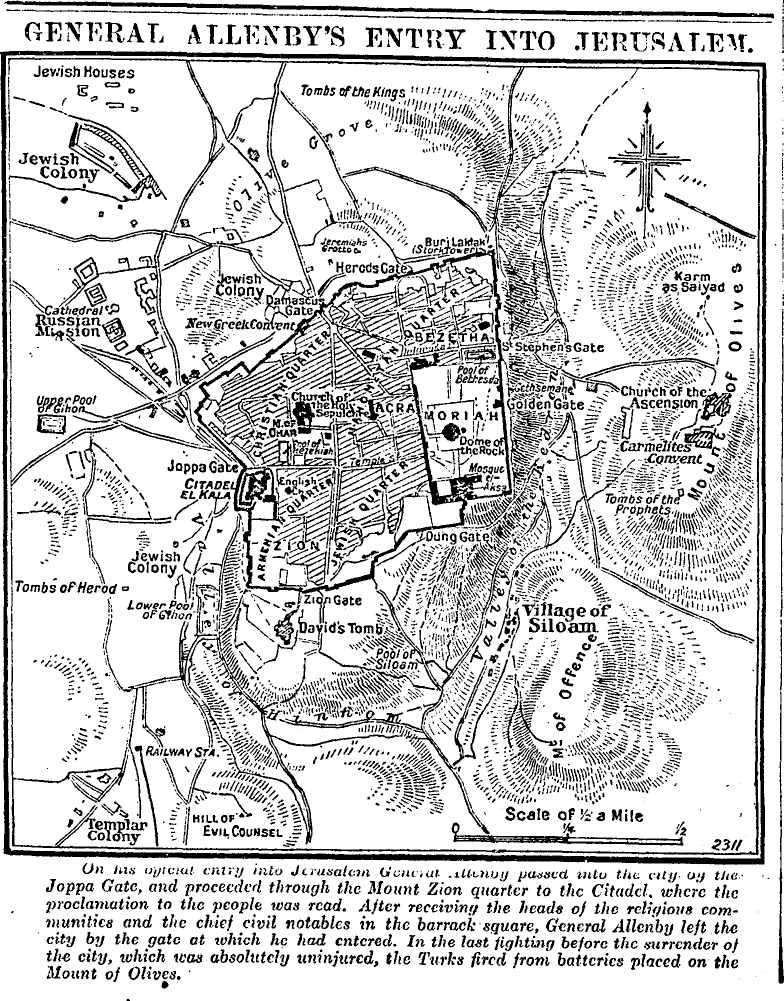
Diagramma dell'entrata di Allenby a Gerusalemme l'11 dicembre 1917, in The Times

"A casa della severità dell'assedio della città e la sofferenza che questo pacifico paese ha patito dai vostri pesanti cannoni; e per timore che queste bombe mortali colpiscano i luoghi sacri, siamo costretti a consegnarvi la città attraverso Hussein al-Husseini, il sindaco di Gerusalemme, sperando che proteggerete Gerusalemme nello stesso modo in cui noi l'abbiamo protetta per più di cinquecento anni." Il decreto era firmato da Izzat, mutasarrif di Gerusalemme.

## Conseguenze

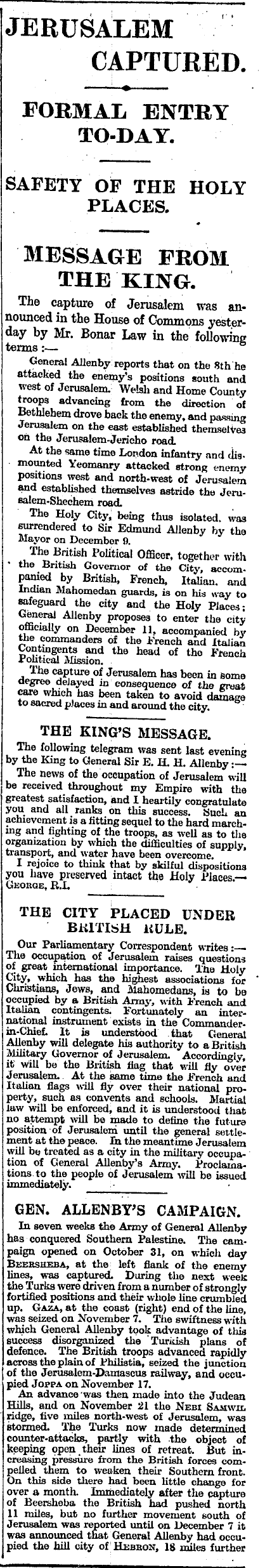
"Jerusalem Captured", in The Times, 11 dicembre 1917

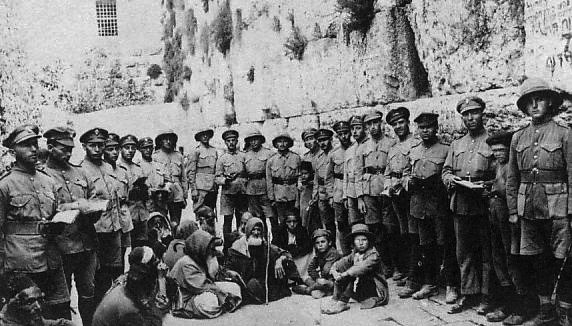
Soldati della Jewish Legion al Muro Occidentale dicembre 1917

L'11 dicembre, due giorni dopo la resa ufficiale ed esattamente sei settimane dopo la caduta di Beersheba, Allenby (comandante della EEF) entrò formalmente a Gerusalemme a piedi attraverso la Porta di Giaffa invece che a cavallo o su un veicolo per mostrare il suo grande rispetto per il luogo sacro. L'Australian 10th Light Horse Regiment, che aveva occupato precedentemente il 9 dicembre, fornì una guardia d'onore a cavallo comandata dal capitano Throssell VC.
Tra le unità a cavallo che accompagnavano Allenby nella sua entrata formale a Gerusalemme era un reparto rappresentativo della New Zealand Mounted Rifles Brigade comandato dal secondo tenente C.J. Harris, Canterbury Regiment. Il reparto di formazione era costituito da un sergente e 10 soldati dell'Auckland Regiment, nove uomini del Canterbury Regiment, e nove uomini del Wellington Regiment, con tre uomini del Machine Gun Squadron e uno del Signal Troop – un totale di un ufficiale e 33 militari di altre categorie.
In quel momento il 12th Light Horse Regiment era sui monti della Giudea sulla linea del fronte presso Kuddis, dove l'atteggiamento dei difensori ottomani era statico e tranquillo, ma all'erta. Dal 12 dicembre il reggimento era intento ad estendere un sangar (fortificazione) ed era confortato da carne fresca, pane, verdure, e rum. Il 17 dicembre arrivarono teli da bivacco e coperte. Il tempo continuò freddo e piovoso, ma le buone razioni e materiali aggiuntivi da bivacco sollevarono il morale.

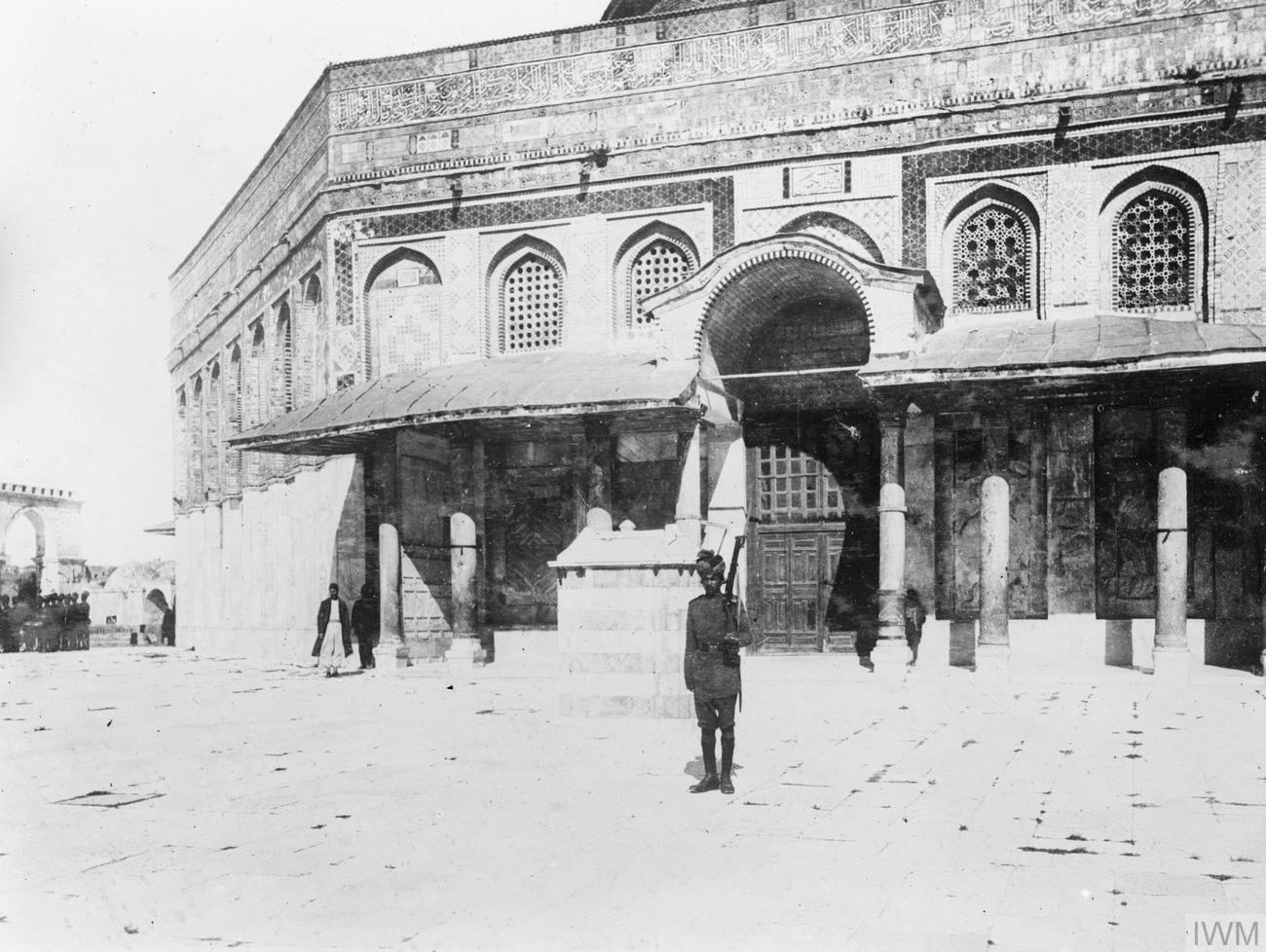
Sentinelle indiane del 58th Vaughan's Rifles di fronte alla Cupola della Roccia

L'Impero britannico aveva ricevuto il dono di Natale che il Primo ministro aveva voluto fargli, assieme al prestigio morale di attuare il controllo cristiano su Gerusalemme. Fu un enorme colpo all'Impero ottomano, che aveva subito la perdita dell'ennesimo luogo sacro (dopo la Mecca e Baghdad).

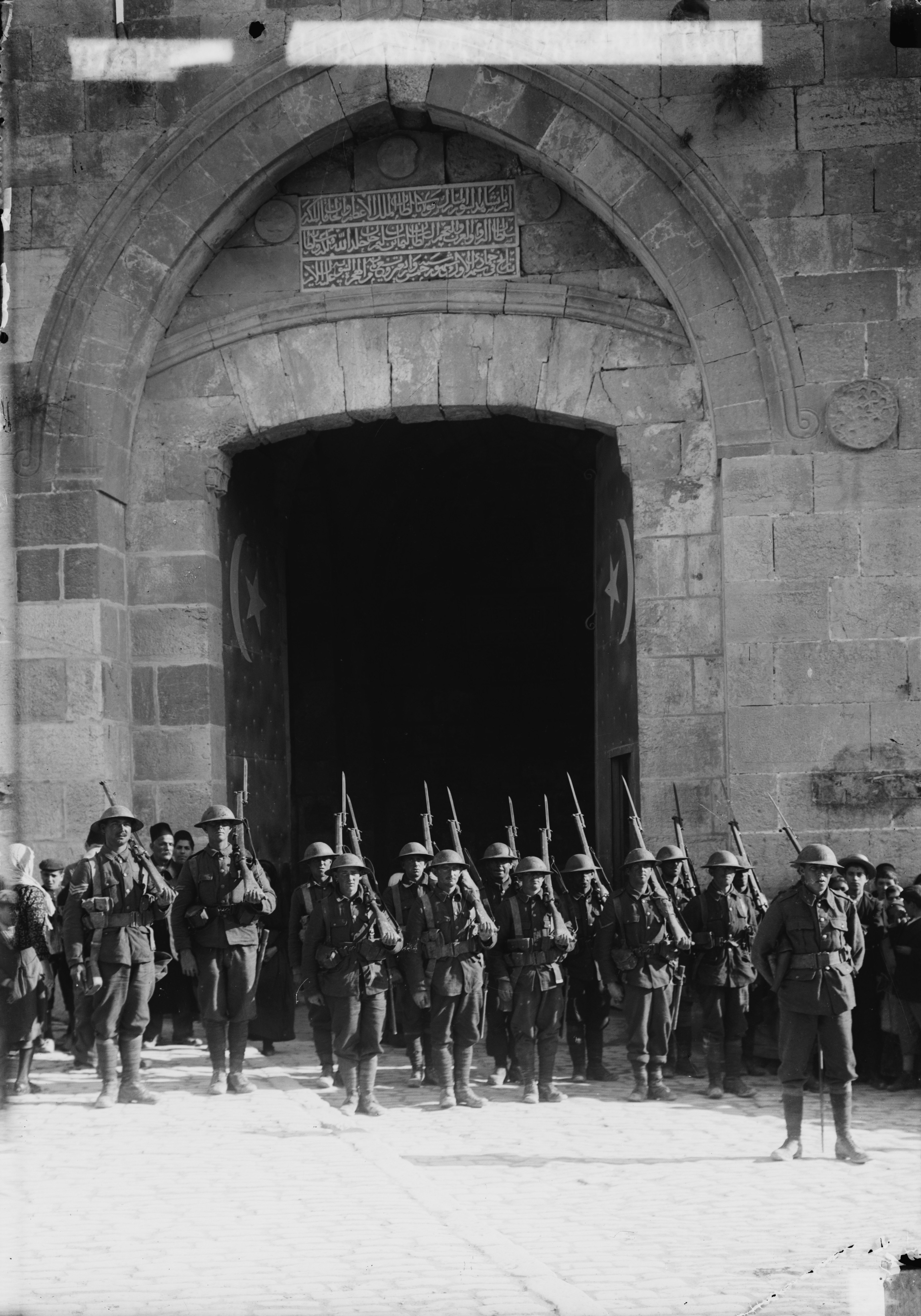
Prima guardia britannica alla Porta di Giaffa

Durante l'avanzata di combattimento a Gerusalemme da Beersheba e Gaza, le perdite totali dell'Impero britannico furono 18 000, mentre quello ottomano ne patì 25 000. Le perdite britanniche durante la battaglia di Gerusalemme dal 25 novembre al 10 dicembre furono 1 667. Nello stesso periodo furono catturati 1 800 prigionieri.
Undici divisioni ottomane di fanteria furono costrette a ritirarsi, subendo 28 443 perdite; furono catturati circa 12 000 prigionieri, 100 cannoni, oltre a decine di mitragliatrici. Ora l'esercito ottomano aveva bisogno di distogliere truppe da altri teatri per compensare queste perdite significative. Il 15 dicembre la 2ª Divisione caucasica di cavalleria ottomana giunse in Palestina e divenne la riserva del XXII Corpo prima di partecipare ai contrattacchi del 27 dicembre. La 1ª Divisione di fanteria arrivò dal Caucaso e si spostò a Nablus in riserva. Una conseguenza significativa della ferma concentrazione dell'Impero Ottomano sul Levante fu che la riconquista britannica di Baghdad e l'offensiva britannica in Mesopotamia divennero più fattibili e sicure.

### Decisioni strategiche

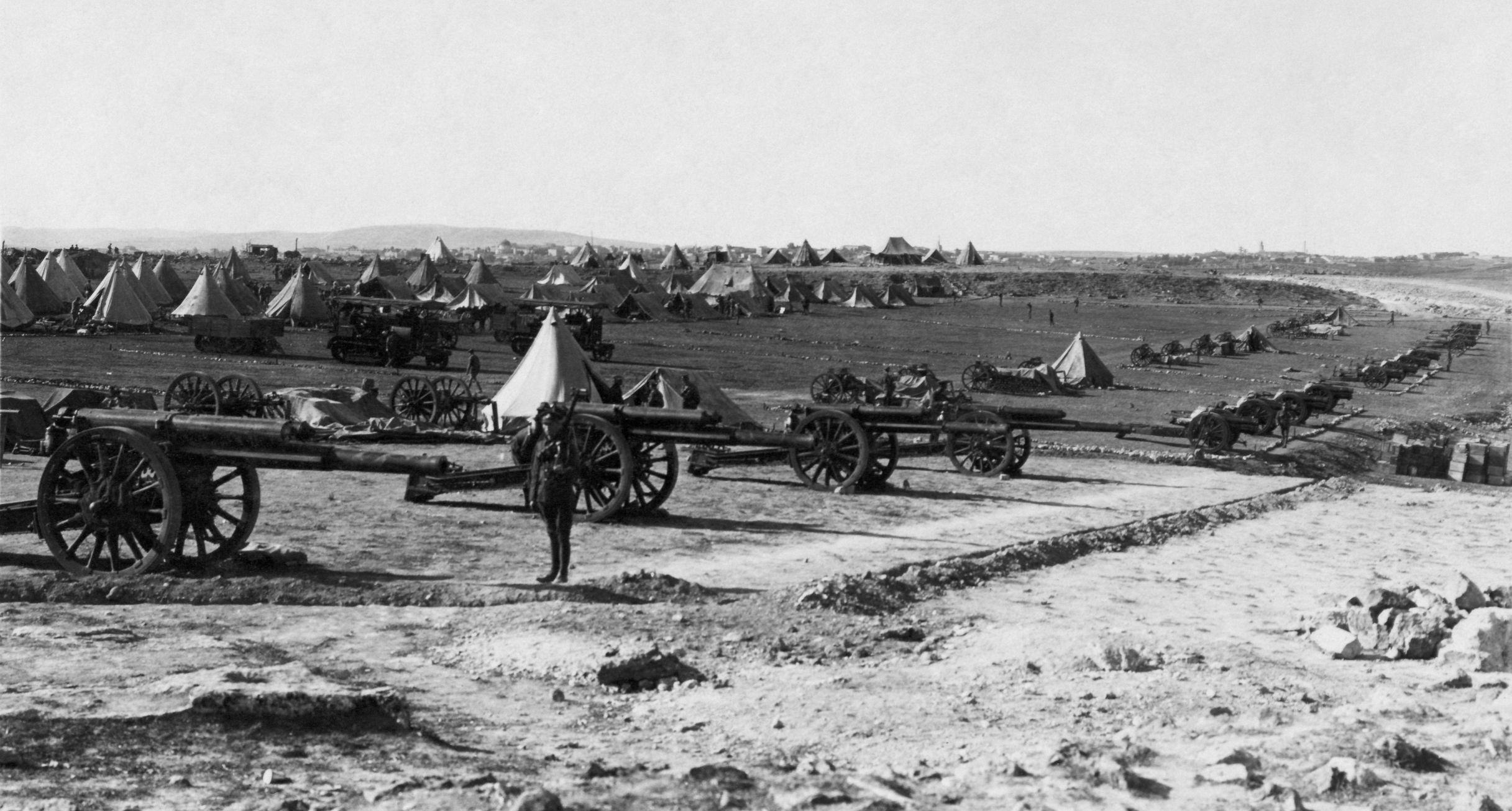
L'accampamento della 94th Heavy Battery sul monte Scopus dopo la conquista di Gerusalemme

Da una lettera alla moglie di Allenby, il giorno in cui entrò cerimonialmente in Gerusalemme, è chiaro che egli stava seguendo attentamente l'evolversi della situazione: "I turchi sono respinti 3 o 4 miglia lungo la strada di Gerico, ad est; e circa 6-8 miglia a nord. Oggi abbiamo occupato Betania."
Poco prima della conquista di Gerusalemme, il War Office britannico era stato assai preoccupato per l'estesa avanzata di Allenby e aveva avvisato di una possibile ritirata a Gaza e Beersheba se la guerra sul Fronte Occidentale avesse imposto il trasferimento di numerose truppe dal Levante. Questo atteggiamento cambiò immediatamente dopo che fu presa Gerusalemme. Il War Office allora volle sapere come Allenby avrebbe potuto sfruttare la situazione con l'aggiunta di una divisione dalla Mesopotamia.
«Ieri mattina ho fatto una ricognizione della nostra linea, a N. e a E. Erano in corso lievi combattimenti e stavano arrivando alcuni prigionieri... Turchi belli e combattivi, ben sistemati e ben nutriti... Più tardi sono andato alla stazione ferroviaria, dove stiamo cercando di riparare e ricostruire ciò che i turchi hanno danneggiato. Poi Bols e io siamo andati a Betlemme... .»

— Lettera di Allenby alla moglie, 14 dicembre 1917
I grandi successi strategici di Allenby da fine ottobre 1917 indussero il War Office a sollecitare una rapida conclusione della guerra in Medio Oriente. Il Gabinetto di guerra chiese a Robertson di telegrafare ad Allenby il 18 dicembre esponendo un progetto basato su linee alternative —
- (a) Completare la conquista dell'intera Palestina tra Dan e Beersheba e tenere il Paese per il resto della guerra
- (b) Continuare l'avanzata attraverso Palestina e Siria fino ai pressi di Aleppo in modo da interrompere permanentemente le comunicazioni ferroviarie con la Mesopotamia.

Robertson chiese che Allenby inviasse le sue "impressioni il più presto possibile in ordine all'esecuzione di queste direttive" e l'intervallo di tempo necessario per le operazioni.
Allenby rispose il 20 dicembre 1917:
- (a) ... Calcolo di essere in grado per giugno o luglio di collocare le forze della mia attuale entità a nord della linea Nazareth–Haifa, assumendo che il nemico non possa contrappormi una forza superiore a circa 60 000 combattenti e considerato che non si sono riscontrate speciali difficoltà nella costruzione ferroviaria.
- (b) Avanzare ulteriormente verso Aleppo significherebbe andare contro Damasco e Beirut. Su quel fronte il nemico dispone di ferrovia a scartamento largo con buone comunicazioni laterali e terreno apparentemente ideali per la difesa. La ferrovia a scartamento largo lo metterebbe sul mio livello circa i numeri che si potrebbero mantenere. Ci vorrebbero 16 o 18 divisioni oltre il mio corpo a cavallo per garantire il successo contro la linea Damasco-Beirut se saldamente presidiata, ma questo è probabilmente più di quello che la mia ferrovia può sostenere. La mia stima è fatta sulla supposizione che il nemico userà la sua ferrovia a scartamento largo alla sua piena portata. Sottolineerei che Aleppo dista 350 miglia e la mia linea ferroviaria a un solo binario progredisce di circa un miglio al giorno. Il capolinea della mia linea a binario doppio è a Bir el Mazar, ma si è dovuto fermare il raddoppio della ferrovia durante la mia attuale avanzata. Per i miei piani immediati si veda il mio telegramma No. E.A. 598 14 dicembre, e penso che sia consigliabile prima di avanzare molto più a nord eliminare le forze turche sulla ferrovia di Medina."[133]

Il 14 dicembre Allenby aveva riferito che la stagione piovosa avrebbe bloccato una ripresa delle operazioni per almeno due mesi.

### Secondo attacco attraverso il Nahr el Auja – battaglia di Giaffa

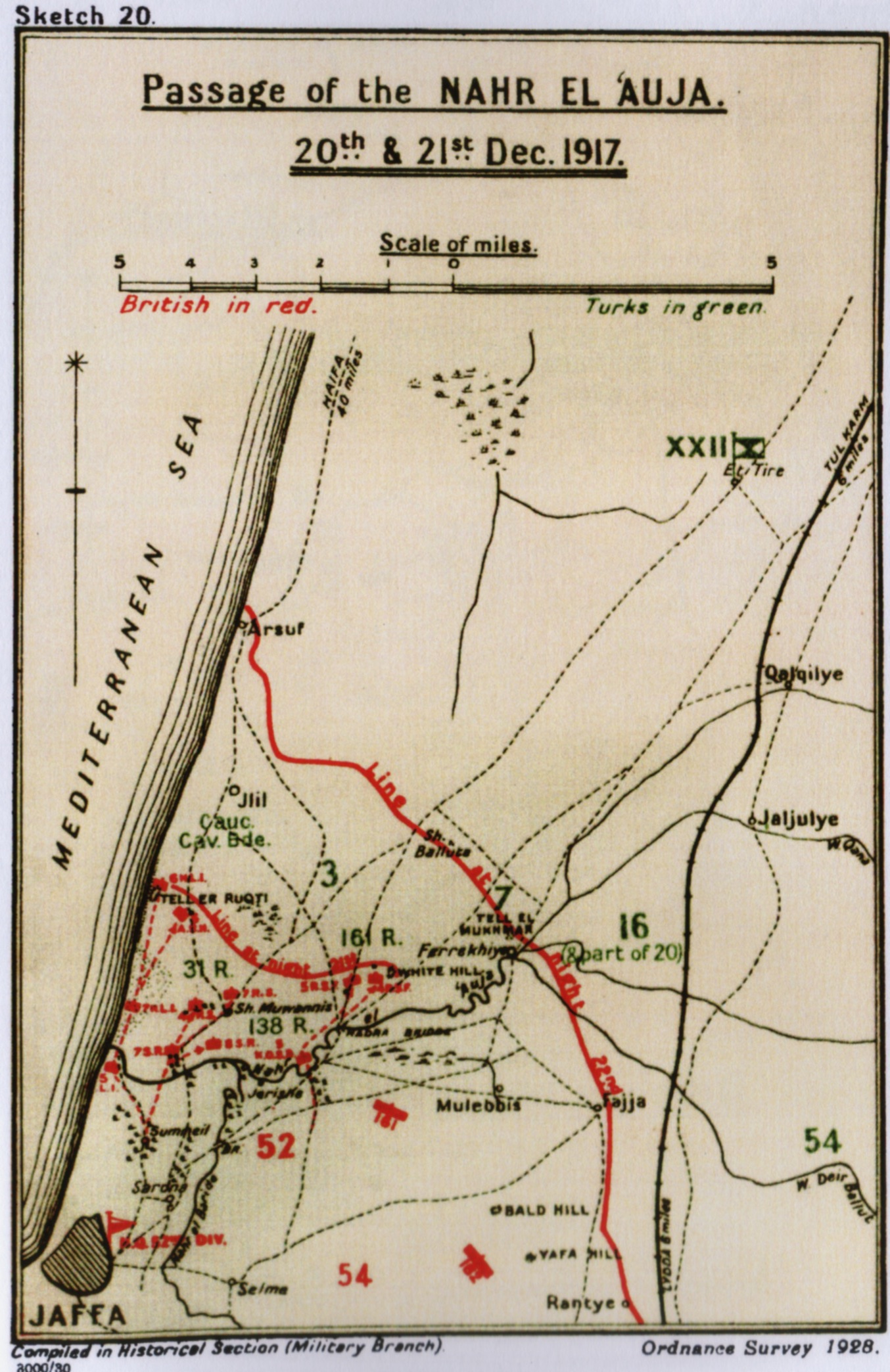
Mappa sommaria 20 (Cyril Falls, G. MacMunn e A. F. Beck) Passaggio del Nahr el 'Auja

Allenby aveva bisogno di stabilire una linea difensiva partente dal Mediterraneo che si sarebbe potuta tenere con ragionevole sicurezza una volta che il suo fianco destro fosse stato messo al sicuro sul Mar Morto. Per consolidare una forte linea dell'Impero britannico, era necessario allontanare le Divisioni di fanteria 2ª e 7ª dell'Ottava armata ottomana dal Nahr el Auja 6 km circa a nord di Giaffa sulla costa mediterranea. Fu fatto un primo tentativo il 24 e il 25 novembre e questo secondo scontro nella stessa zona fu ufficialmente designata dai britannici come una battaglia secondaria nell'alveo delle Operazioni Gerusalemme.
Il 7 dicembre tre divisioni di fanteria del XXI Corps iniziarono a spostare le loro unità nella posizione sulla pianura costiera. La 75th Division era sulla destra con la 54th (East Anglian) Division al centro e la 52nd (Lowland) Division sulla costa. Fanteria della 162nd (East Midland) Brigade diede il cambio alla New Zealand Mounted Rifles Brigade sulla linea del fronte l'11 e i fucilieri a cavallo, che erano stati intensamente impegnati nell'iniziale tentativo di conquistare il Nahr el Auja, arretrarono il bivacco presso Ayun Kara.
Le operazioni militari ripresero due settimane dopo la resa di Gerusalemme con l'attacco finale della campagna. Ma i preparativi furono complicati dal fradiciume dei terreni bassi e paludosi sulle rive del Nahr el Auja in cui si sarebbe dovuto lanciare l'attacco. E il fiume era inzuppato dalla pioggia che era caduta il 19 e 20 dicembre. Da Petah Tiqwa al mare, il fiume è largo 15-20 m e profondo 3-3,7 m tranne che sul guado alla foce del fiume noto come Sheik Muanis. A nord del fiume, due importanti speroni scendono verso il fiume da una serie di creste sabbiose. Questi si affacciavano sul ponte di pietra danneggiato di Khurbet Hadrah, a est, e sul villaggio di Sheik Muannis, vicino a Jerisheh, a ovest, dove la diga di un mulino gettava un ponte sul torrente. L'Ottava Armata ottomana occupava forti posizioni che dominavano tutti i luoghi utilizzati dagli attaccanti a novembre. Tenevano entrambi gli speroni, oltre a una postazione di fronte al guado alla foce del Nahr el Auja. Tenevano anche una linea che si estendeva a est di Khurbet Hadrah e che attraversava la riva meridionale del fiume per includere Bald Hill e Mulebbis.
Tutte e tre le brigate di fanteria della 52nd (Lowland) Division riuscirono ad attraversare il fiume Auja la notte del 20–21 dicembre. Si è detto che entro la mattina avessero neutralizzato la linea ottomana, sorprendendo completamente i difensori che si sarebbero arresi senza sparare un colpo. Furono allestiti ponti temporanei in modo che l'artiglieria al seguito della fanteria potesse attraversare il fiume. Il 23 dicembre le divisioni 52nd (Lowland) e 54th (East Anglian) si spostarono lungo la costa per altri 8 km, mentre la sinistra dell'avanzata raggiunse Arsuf 13 km a nord di Giaffa, espugnando importanti posizioni difensive ottomane. Godettero del fuoco d'appoggio dai pezzi di navi da guerra britanniche. Furono catturati trecento prigionieri e molti ottomani furono uccisi con le baionette, mentre la fanteria britannica patì 100 perdite.

### Difesa di Gerusalemme
Riconosciuto ufficialmente come una delle tre battaglie che compongono nelle "Operazioni Gerusalemme", assieme alla battaglia di Nabi Samwil e la conseguente battaglia di Giaffa, questo scontro avvenne un mese dopo che le armate ottomane avevano lanciato i loro contrattacchi; tra il 26 e il 30 dicembre 1917. Le divisioni di fanteria del XX Corps, ovvero la 10th (Irish), la 60th (2/2nd London), e la 74th (Yeomanry) con l'appoggio di fanteria della 53rd (Welsh) Division affrontarono le divisioni 24a, 26ª e 53ª del III Corpo della Settima armata ottomana.

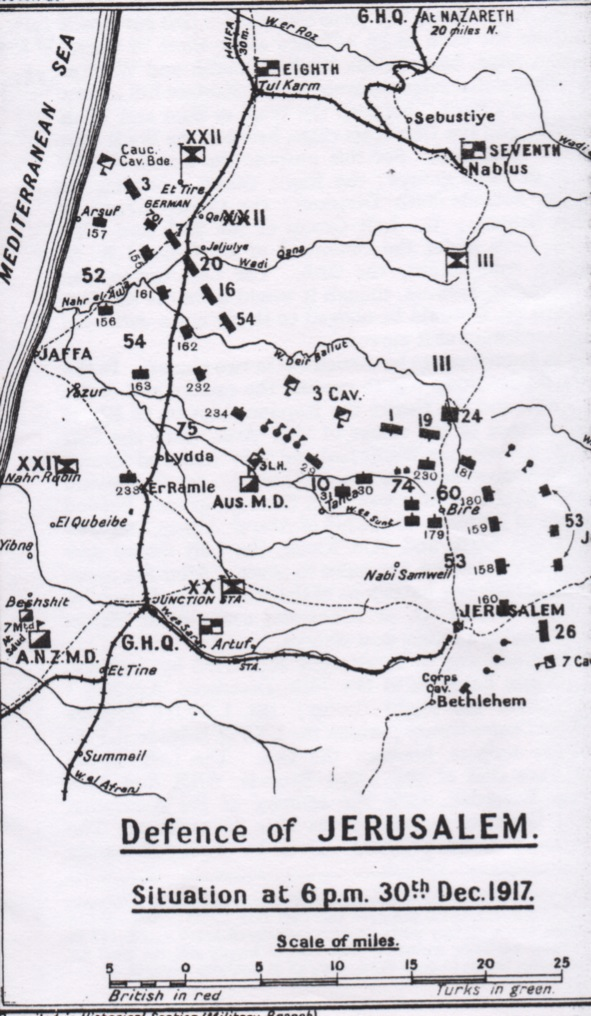
Mappa sommaria 21 (Falls, Cyril con G. MacMunn, A.F. Beck): Difesa di Gerusalemme. Situazione al 30 dicembre 1917 alle 18:00

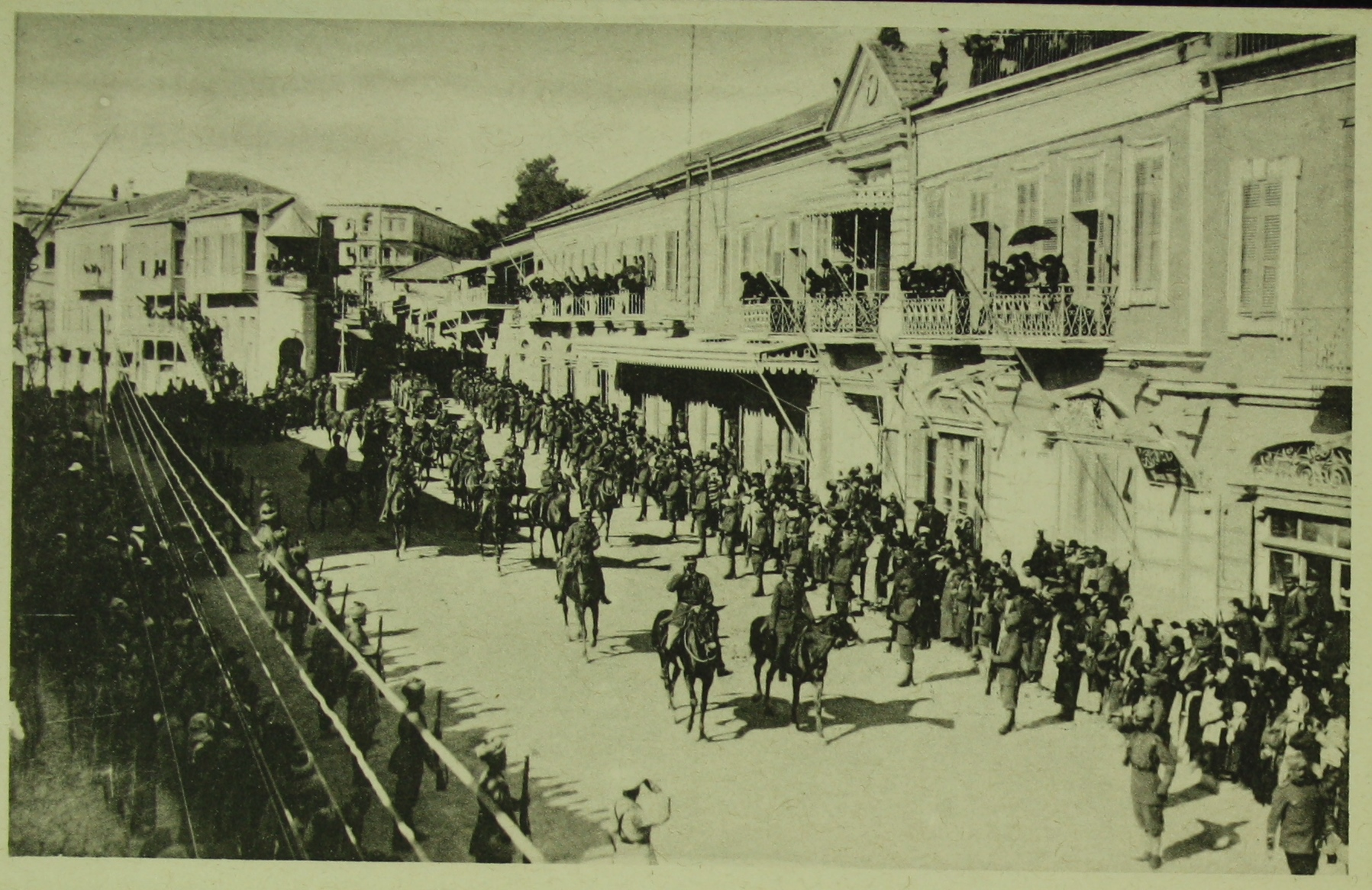
Le truppe di Allenby marciano attraverso la strada di Giaffa

Dopo l'evacuazione di Gerusalemme da parte della Settima armata ottomana, il XX Corps britannico istituì una linea tra le strade Gerusalemme-Gerico e Gerusalemme-Nablus circa 6,5 km a nord e ad est di Gerusalemme. Questa linea continuava ad est verso le colline a Beit Ur el Foka e Suffa. Gerusalemme era ancora a tiro dell'artiglieria ottomana e con gli opposti schieramenti così vicini c'era ancora il rischio di un contrattacco. Fu progettata per il 24 dicembre 1917 un'offensiva per respingere gli ottomani più a nord, ma fu rinviata a causa del maltempo.
In una lettera al War Office, Allenby il 4 dicembre aveva scritto del suo desiderio di conquistare Bireh. Il piano prevedeva ora che fanteria della 60th (2/2nd London) Division avanzasse verso nord a cavallo della strada Gerusalemme-Nablus e che fanteria della 74th (Yeomanry) Division avanzasse ad est da Beit Ur el Foka per convergere sulla dorsale Bireh-Ramalla.

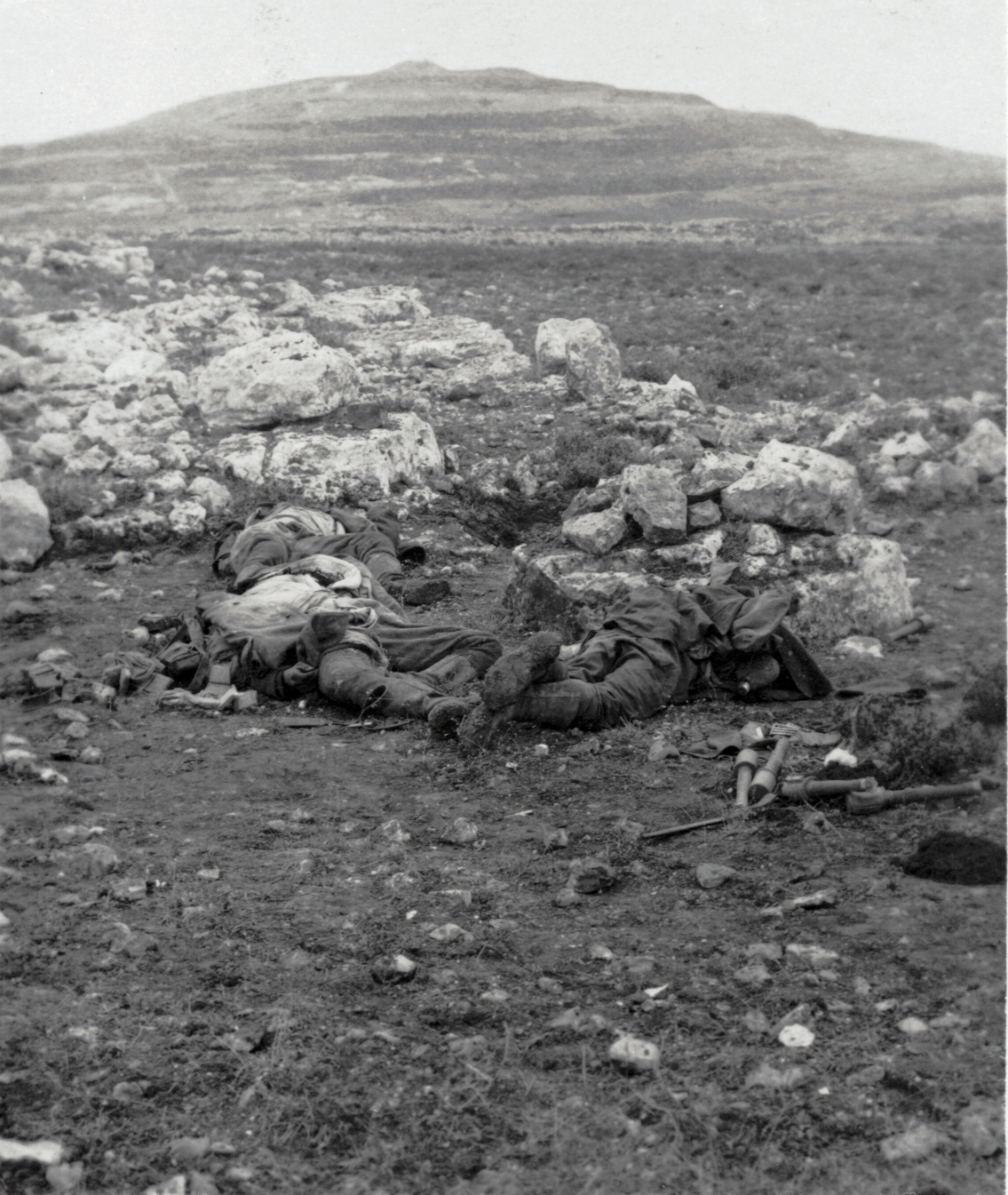
Caduti ottomani presso Tel el Ful nel 1917

I britannici erano preparati per la battaglia quando alle 01:30 del 27 dicembre fu lanciato un contrattacco dell'esercito ottomano, che si abbatte sulla fanteria della 179th (2/4th London) Brigade, 60th (2/2nd London) Division, sulla strada per Nablus. Gli obiettivi iniziali della forza ottomana erano una linea di villaggi, tra cui Nabi Samweil a circa 1,5 km di fronte alle sue posizioni di partenza. Puntò verso Tell el Ful, una collina ad est della strada per Nablus, meno di 5 km a nord di Gerusalemme difesa dalla 60th (2/2nd London) Division. Questo attacco ottomano su Tell el Ful inizialmente fece arretrare gli avamposti britannici e conquistò alcune importanti posizioni. Il confronto si protrasse per due giorni e alla fine non ebbe successo.
Sempre la mattina del 27 dicembre fanteria britannica delle divisioni 10th (Irish) e 74th (Yeomanry) avanzò per circa 4 km su un fronte di circa 9,5 km. Il giorno dopo Chetwode, comandante del XX Corps, ordinò alla fanteria della 10th (Irish) Division di attaccare attraverso Ramallah.
La 60th (2/2nd London) Division prese Al Jib, Er Ram, e Rafat mentre la 53rd (Welsh) Division copriva il suo fianco sinistro. La 74th (Yeomanry) Division conquistò Beitunia e la 10th (Irish) Division si spinse ad est di Ain Arik. Poiché era difficile individuare tra i massi le mitragliatrici ottomane e tedesche, il combattimento fu aspro e ostinato. Il 29 dicembre le divisioni 60th (2/2nd London) e 74th (Yeomanry) furono raggiunte dalla 53rd (Welsh) Division. Un'avanzata generale della fanteria britannica su un fronte di 19 km spostò la linea del fronte di 9,7 km a destra e di 4,8 km a sinistra. Entro il 30 dicembre l'intera linea fu spinta attraverso la Strada dei Patriarchi oltre Ramallah e Bireh. Furono raggiunti gli obiettivi finali e fu messa al sicuro la linea lungo l'intero fronte.
L'esercito ottomano ebbe più di mille perdite e 750 prigionieri; la fanteria britannica catturò 24 mitragliatrici e tre fucili automatici.

### Riepilogo della campagna

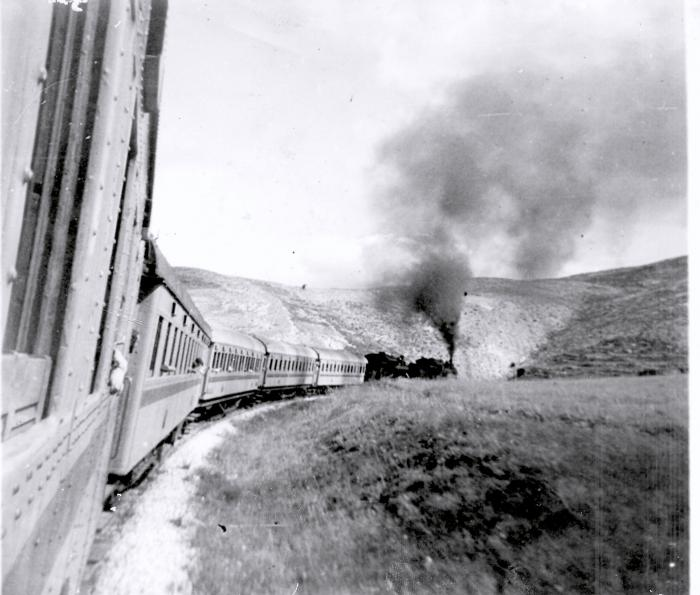
Il treno da Giaffa a Gerusalemme sale I monti della Giudea ad est di Lidda nel 1947

La nuova linea difensiva britannica, strategicamente forte, rimase in vigore fino a metà settembre 1918, quando ebbe luogo l'avanzata verso Damasco e Aleppo, che pose fine alla guerra in questo teatro. La linea si estendeva dalla costa mediterranea a ovest fino a nord e a est di Gerusalemme. La linea fu estesa a metà febbraio 1918, quando Gerico, nella Valle del Giordano, fu conquistata e l'estremità orientale della linea fu assicurata sul Mar Morto.
Gli enormi guadagni territoriali dell'offensiva in Palestina erano in contrasto con l'offensiva della British Expeditionary Force sul Fronte occidentale nella battaglia di Cambrai. Combattuta nelle Fiandre dal 20 al 30 novembre, si concluse con gravi perdite e nessun guadagno. L'esercito francese si stava ancora riprendendo da un serio ammutinamento, gli italiani erano stati sconfitti alla battaglia di Caporetto e la Russia era uscita di scena per la Rivoluzione d'ottobre. L'avanzata di Allenby, al contrario, permise di ottenere notevoli guadagni territoriali, contribuì alla sicurezza di Baghdad e dei giacimenti petroliferi di Bassora in Mesopotamia, favorì la Rivolta araba e inflisse perdite irreparabili all'esercito ottomano.
La campagna dell'EEF dall'ottobre al dicembre 1917 si risolse in una sconfitta militare di uno degli Imperi centrali, che portò a una sostanziale perdita di territorio nemico. In particolare, i combattimenti dal 31 ottobre al 7 novembre contro la linea ottomana Gaza-Sheria-Beersheba portarono alla prima sconfitta di eserciti ottomani trincerati, esperti e fino ad allora vincenti, supportati da artiglieria, mitragliatrici e aerei. Durante questi attacchi i difensori ottomani erano ben radicati in trincee, ridotte e altre fortificazioni, il che richiese uno stile di battaglia da "Fronte Occidentale", in quanto gli attaccanti erano costretti ad avvicinarsi su terreno aperto.

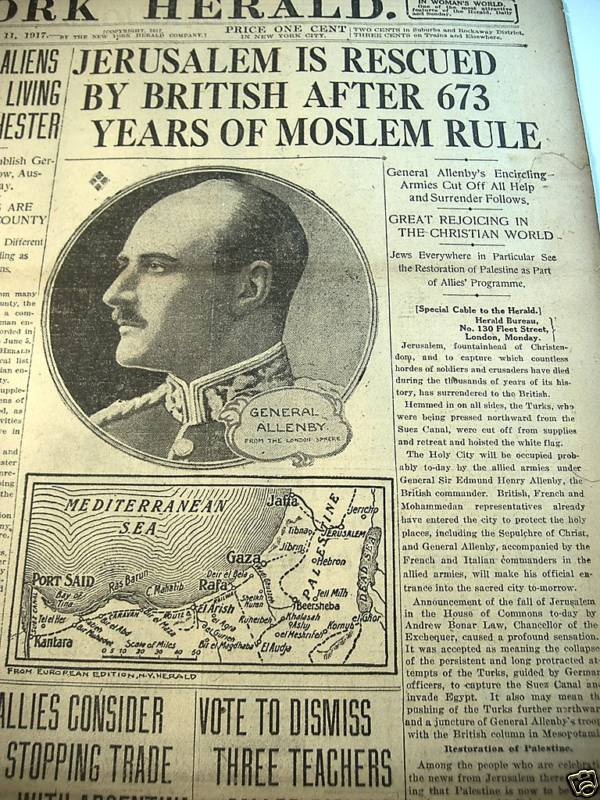
Prima pagina del New York Herald dell'11 dicembre 1917, al termine della battaglia di Gerusalemme. La menzione di "673 anni" si riferisce alla continuazione del dominio dei musulmani a partire dal 1244 sotto la dinastia degli Ayyubidi

I combattimenti sporadici continuarono sulle colline che circondano Gerusalemme. Il giorno di Natale, Falkenhayn lanciò un altro contrattacco, che fu respinto con gravi perdite. Alcuni giornali e riviste britannici, tra cui "The Irish News", la definirono la fine delle crociate. Anche un giornale statunitense fece riferimento alle Crociate, nello specifico il New York Herald (vedi foto), riferendosi all'ultima volta che Gerusalemme fu sotto il dominio non musulmano, nel 1244 d.C., quando un esercito turco guidato da Al-Salih Ayyub sconfisse i Franchi.I gruppi laici della politica italiana caratterizzarono la vittoria come una crociata, ma dando a questo termine significati secolari e contemporanei: L'episodio militare fu considerato parte della crociata dell'Intesa in nome della libertà e della civiltà contro la crudeltà della "Kultur" tedesca, un'immagine ampiamente diffusa nella propaganda della Grande Guerra basata sulla demonizzazione del nemico. Con approcci diversi, il clero e i laici cattolici italiani apparivano generalmente riluttanti all'uso esplicito dell'ideologia della crociata per motivi teologici e dottrinali: la conquista di Gerusalemme era parte della guerra giusta condotta dall'Intesa, ma non poteva essere considerata come una tappa o la conclusione di una crociata.
La Gran Bretagna avrebbe tenuto Gerusalemme sino alla fine del Mandato britannico, nel 1948.